# Akhenaton
Akhenaton, talvolta anche Ekhnaton, Ikhnaton, Khuenaton o Khuniatonu, ma per i primi cinque anni di regno Amenofi IV o Amenhotep IV (Tebe, 1375 a.C. circa – Akhetaton, 1336 a.C. o 1334/1333 a.C. circa), è stato un faraone egizio della XVIII dinastia. Regnò per 17 anni e morì probabilmente tra il 1336 a.C. e il 1334/1333 a.C.
È celebre per aver abbandonato il tradizionale politeismo egizio a favore di una nuova religione di stampo enoteistico, monolatrico (che mantenne, cioè, la credenza in più divinità pur adorandone una sola) o pseudo-monoteistico, introdotta da lui stesso e basata sul culto del solo dio Aton, il disco solare. La sua rivoluzione religiosa, duramente contrastata, si rivelò effimera. Pochi anni dopo la sua morte, i suoi monumenti furono occultati o abbattuti, le sue statue spezzate o riciclate e il suo nome cancellato dalle liste reali. Le pratiche religiose tradizionali furono gradualmente restaurate e i sovrani che pochi decenni dopo fondarono una nuova dinastia, senza legami con la XVIII dinastia, screditarono Akhenaton e i suoi immediati successori (Neferneferuaton, Smenkhara, Tutankhamon e Ay), appellando lo stesso Akhenaton "il nemico di Akhetaton" o "quel criminale". A causa di questa damnatio memoriae, Akhenaton fu completamente dimenticato fino alla scoperta, nel XIX secolo, del sito archeologico di Akhetaton (Orizzonte di Aton), la nuova capitale che egli fondò e dedicò al culto di Aton, presso l'attuale Amarna. Gli scavi iniziati dall'archeologo inglese Flinders Petrie nel 1891, e terminati nel 1937, fecero nascere un grande interesse nei confronti di questo enigmatico faraone. Una mummia scoperta nel 1907 da Edward Ayrton nella tomba KV55 della Valle dei Re potrebbe essere la sua; recenti analisi del DNA hanno accertato che l'uomo scoperto nella KV55 era padre di re Tutankhamon, ma l'identificazione di tali resti con Akhenaton è assai dibattuta.
L'interesse moderno nei confronti di Akhenaton e della sua grande sposa reale Nefertiti deriva in parte dalla sua connessione con Tutankhamon (anche se la madre del giovane faraone non fu Nefertiti, ma una donna sconosciuta che gli egittologi hanno soprannominato The Younger Lady), così come dalla corrente artistica che incentivò e dalle sue idee religiose rivoluzionarie.

## Biografia

### Prima parte del regno: Amenofi IV
(dal Grande inno ad Aton)
Il futuro Akhenaton fu un figlio minore di Amenofi III e della grande sposa reale Tiy. Il loro primogenito, il Principe ereditario Thutmose, successore designato di Amenofi III, morì relativamente giovane in circostanze completamente sconosciute, nel terzo decennio del regno del padre: fu così che il principe Amenofi divenne inaspettatamente Principe ereditario.

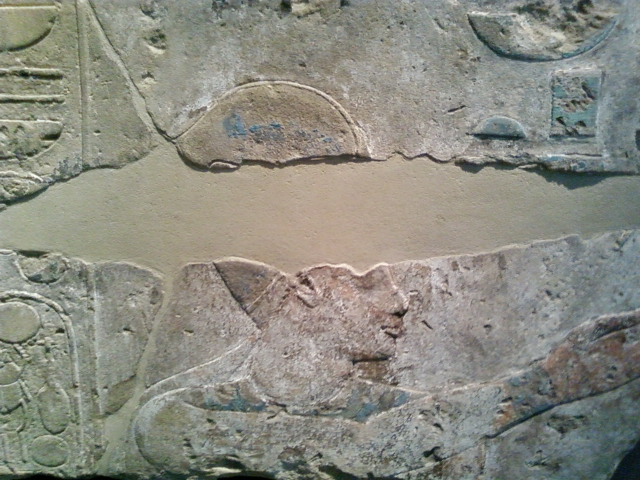
Rilievo di Amenofi IV, futuro Akhenaton, nei primissimi anni di regno. Lo stile è ancora quello tradizionale (Ägyptisches Museum und Papyrussammlung, Neues Museum, Berlino)

#### Dibattito sulla coreggenza
Esiste un dibattito riguardo alla possibile successione di Amenofi IV alla morte del padre, contrapposta alla teoria di una coreggenza fra Amenofi III e Amenofi IV (durata anche dodici anni secondo alcuni egittologi). Studi correnti, fra cui quelli di Eric Cline, Nicholas Reeves, Peter Dorman e altri studiosi, si oppongono decisamente all'ipotesi di una lunga coreggenza fra il padre e il figlio e optano per un breve periodo di regno condiviso (uno o due anni) o per nessuna coreggenza. Altri studi, pubblicati da Donald Redford, William Murnane, Alan Gardiner e, più recentemente, Lawrence Berman, nel 1998, escludono completamente la coreggenza. Non esistono prove definitive di una coreggenza fra Amenofi III e suo figlio Amenofi IV. Una lettera proveniente dagli archivi del palazzo di Amarna, datata all'anno 2 (anziché all'anno 12) del regno di Amenofi IV, da parte del re mitannico Tushratta, contiene espressioni di rammarico per il fatto che Amenofi IV non avrebbe mantenuto le promesse di Amenofi III di inoltrare a Tushratta certe statue d'oro pattuite come dote al momento del matrimonio fra il vecchio faraone e la principessa mitannica Tadukhipa (Lettere di Amarna, EA 27). Tale corrispondenza implica che, quando vi sia stata una coreggenza fra il padre e il figlio, questa non sarebbe durata più di un anno (visto che la succitata lettera implica l'avvenuta morte di Amenofi III entro l'anno 2 di Akhenaton).

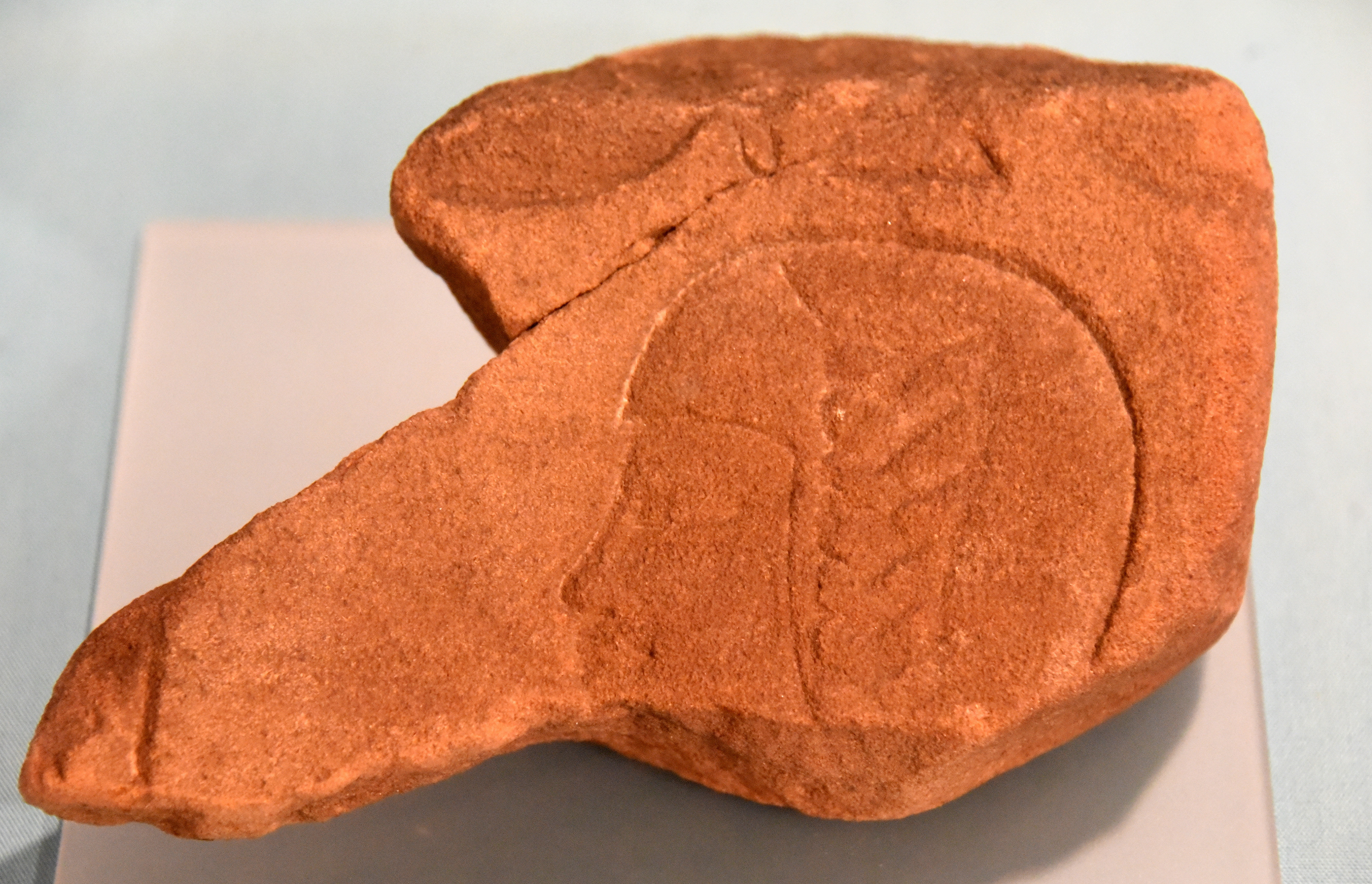
Frammento di un rilievo dal Tempio funerario di Amenofi III, in arenaria, raffigurante un giovane principe, forse Amenofi, futuro Akhenaton (Petrie Museum, Londra)

Sul terzo pilone di Amenofi III al complesso templare di Karnak, un rilievo (danneggiato per la damnatio memoriae che colpì Akhenaton e gli altri fautori del culto di Aton) mostra Amenofi III e suo figlio, il futuro Akhenaton, su una barca sacra. Il grande faraone starebbe presentando suo figlio ad Amon. L'iscrizione sottostante dice:
(Complesso templare di Karnak, terzo pilone di Amenofi III)

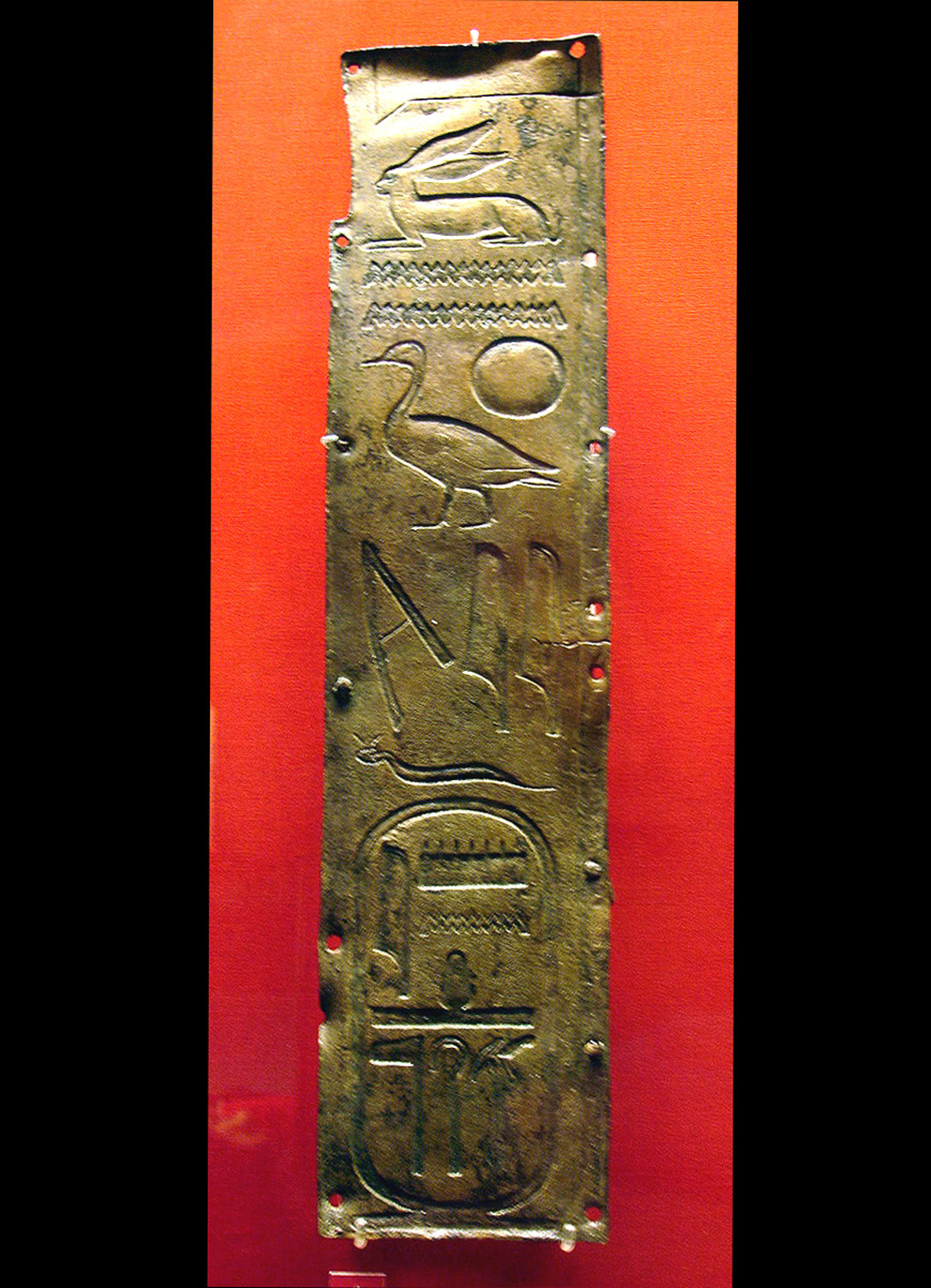
Lamina bronzea con la titolatura reale e il cartiglio di Amenofi IV prima che mutasse il proprio nome in Akhenaton (British Museum, Londra)

Nel febbraio 2014, il Ministero egiziano delle Antichità ha annunciato quella che è stata definita la prova definitiva che Akhenaton avrebbe condiviso il potere con Amenofi III per almeno otto anni, basandosi su ritrovamenti nella tomba del visir Amenhotep-Huy. La tomba in questione è oggetto di studi da parte di un team internazionale guidato dall'Instituto de Estudios del Antiguo Egipto de Madrid e dal dott. Martin Valentin. La prova consiste nei cartigli, sia di Amenofi III sia di Akhenaton, incisi uno accanto all'altro; però ciò potrebbe limitarsi a significare che Amenofi III aveva già designato, prima di morire, il principe Amenofi come suo successore. Non esistono altri oggetti o iscrizioni che nominino contemporaneamente padre e figlio assegnando a ciascuno i medesimi titoli regali. L'egittologo ed epigrafista Peter F. Dorman ha respinto ogni ipotesi di coreggenza fra i due faraoni, basandosi su osservazioni della tomba di Kheruef.

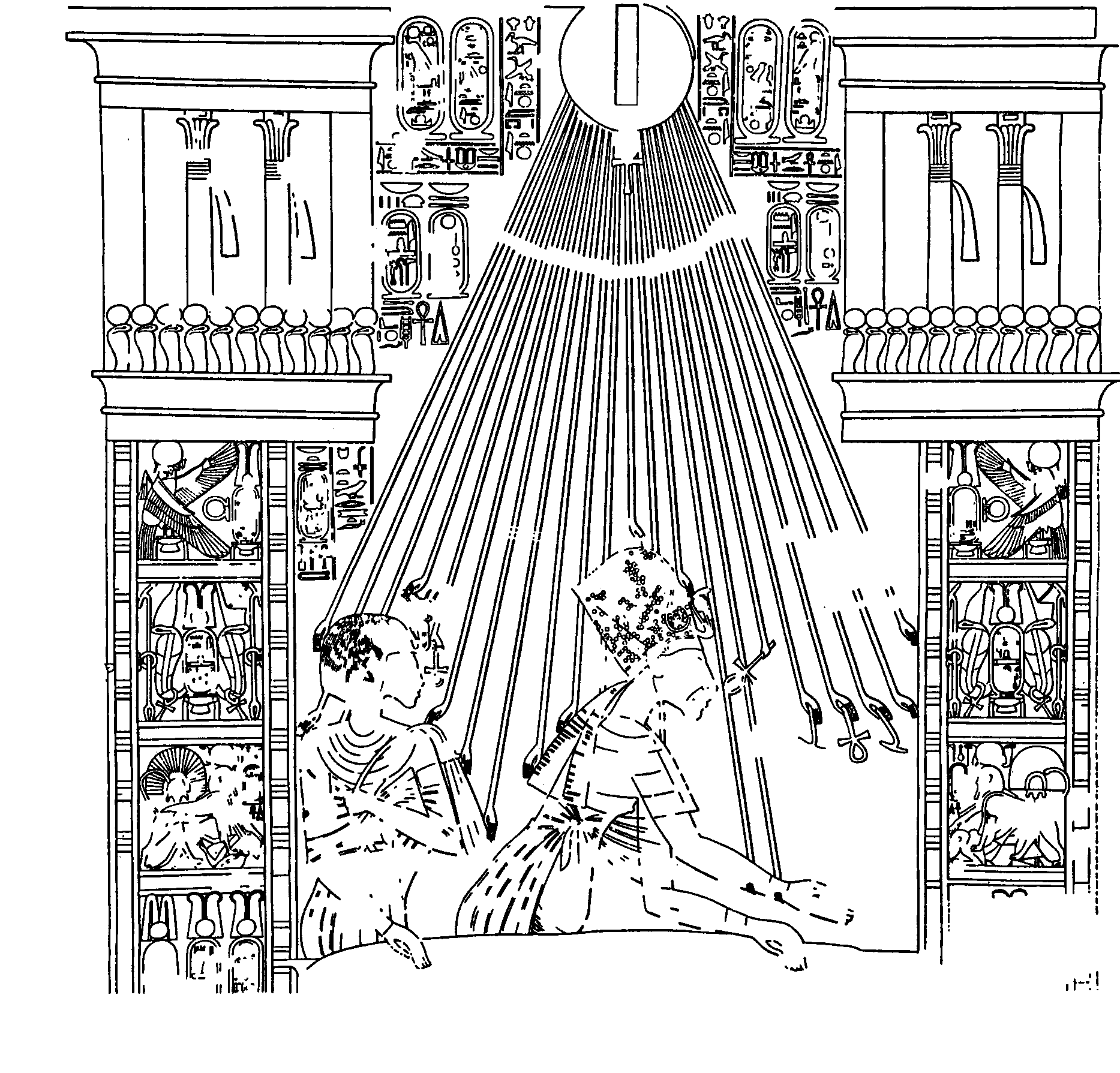
Riproduzione del rilievo raffigurante Amenofi IV e Nefertiti nella tomba di Ramose, a Tebe

#### Atti dei primi anni di regno
Amenofi IV fu incoronato a Tebe, dove inaugurò una serie di progetti architettonici. Fece decorare l'ingresso meridionale del recinto del Tempio di Amon-Ra con scene di adorazione del dio solare Ra-Horakhty (fusione del dio-sole Ra e Horus). Inoltre decretò la costruzione di un tempio ad Aton nella zona orientale di Karnak; questo Tempio di Amenofi IV fu chiamato Gempaaton ("Aton è stato trovato"). Il Gempaaton era costituito da una serie di edifici, fra cui un palazzo e una struttura denominata Hwt Benben ("Palazzo della pietra Benben"), dedicato alla regina Nefertiti. Altri templi costruiti per Aton, a Karnak, in quegli anni furono il Rud-menu e il Teni-menu, che potrebbero essere stati costruiti presso il Nono pilone. Nei suoi primissimi anni di regno, Amenofi IV non represse il culto di Amon e il Primo profeta di Amon era ancora attivo durante il 4º anno di regno. Nell'iscrizione che accompagna la sua figura in atto di adorare Amon-Ra, nelle cave di arenaria di Gebel Silsila, il giovane re si definisce, insolitamente:
Amenofi IV compare con questo nome nelle tombe di alcuni aristocratici di Tebe: Kheruef (TT192), Ramose (TT55) e Parennefer (TT188). Nella tomba del visir Ramose, Amenofi IV appare sulla parete occidentale secondo gli stilemi dell'arte tradizionale, assiso in trono con Ramose al suo cospetto. Sulla parete opposta, Amenofi IV e Nefertiti compaiono alla finestra delle apparizioni con l'Aton dipinto nella sua forma di disco solare. Nella tomba del nobile Parennefer, Amenofi IV e Nefertiti compaiono in trono, con il disco del sole sulle loro teste. Fra gli ultimi documenti scoperti circa Amenofi IV con questo nome, vi sono le copie di due lettere da parte del funzionario Apy (o Ipy) al faraone; scoperte a Gurob, sono datate al 5º anno di regno di Amenofi IV, 3º mese di Peret, 19º giorno.

### Cambiamento di nome: da Amenofi IV ad Akhenaton
Dopo 5 anni, 8 mesi e 13 giorni di regno, il faraone arrivò nel sito della nuova città di Akhetaton (l'attuale Amarna). Un mese prima, Amenofi IV aveva ufficialmente mutato il proprio nome in Akhenaton. Il re cambiò buona parte dei suoi cinque nomi tradizionali; l'unico che conservò immutato fu il suo praenomen, o nome del trono, Neferkheperura.
| E1 · D40 | N29 | A28 | S9 |

| E1 · D40 | N29 | A28 | S9 |

| i | t · n · N5 | mr |

| i | t · n · N5 | mr |

| wr · r | sw | t · n | i | i | m | i | t · p | Q1 | t · Z2 |

| wr · r | sw | t · n | i | i | m | i | t · p | Q1 | t · Z2 |

| wr · r | sw | i | i | Aa15 · N27 | i | t · n · N5 |

| wr · r | sw | i | i | Aa15 · N27 | i | t · n · N5 |

| U39 | Y1 | N28 · Z2ss | m | O28 | W24 · O49 | M27 |

| U39 | Y1 | N28 · Z2ss | m | O28 | W24 · O49 | M27 |

| U39 | r · n | V10 · n | i | t · n · N5 |

| U39 | r · n | V10 · n | i | t · n · N5 |

| ra | nfr | xpr | Z3 | ra · wa · n |

| ra | nfr | xpr | Z3 | ra · wa · n |

| ra | nfr | xpr | Z3 | ra · wa · n |

| ra | nfr | xpr | Z3 | ra · wa · n |

| i | mn · n | Htp | R8 | S38 | R19 |

| i | mn · n | Htp | R8 | S38 | R19 |

| i | t · n · ra | G25 | x · n |

| i | t · n · ra | G25 | x · n |

### Famiglia

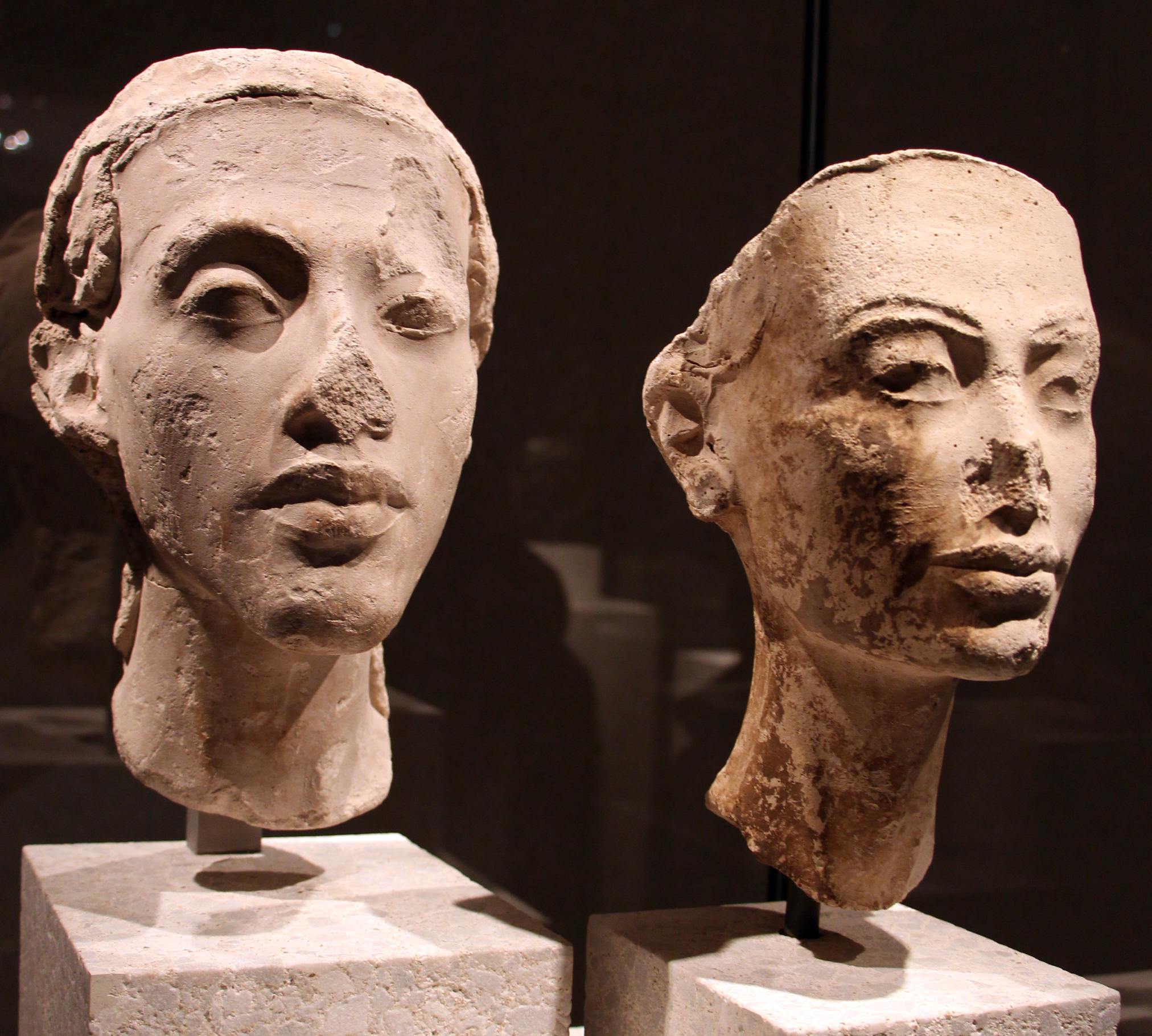
Teste di Akhenaton, a sinistra, e della grande sposa reale Nefertiti (Ägyptisches Museum und Papyrussammlung, Neues Museum, Berlino)

Quando ancora si chiamava Amenofi IV, ovvero al principio del proprio regno, Akhenaton sposò Nefertiti. Grazie alle iscrizioni, si ha notizia di sei figlie di Akhenaton e Nefertiti. Recenti analisi del DNA hanno rivelato che Akhenaton prese in moglie anche una delle proprie sorelle biologiche (la cosiddetta Younger Lady) con cui generò il principe Tutankhaton (poi Tutankhamon). I genitori di Smenkhara, successore di Akhenaton, non sono noti: sono stati ipotizzati Akhenaton e una sposa sconosciuta. Una sposa secondaria di Akhenaton, chiamata Kiya, è parimenti nota grazie alle iscrizioni; alcuni hanno ipotizzato che Kiya avrebbe raggiunto una posizione di grande rilevanza alla corte di Akhenaton per avergli generato Smenkhara, Tutankhamon o entrambi.
I figli di Akhenaton (sicuri o ipotizzati), con il probabile anno di nascita, furono:
- Smenkhara — 35º o 36º anno del regno di Amenofi III.
- Merytaton — 1º anno di regno di Akhenaton.
- Maketaton — 3º anno di regno (forse dopo).
- Ankhesenpaaton (poi Ankhesenamon) — 4º anno di regno.
- Neferneferuaton Tasherit — 8º anno di regno.
- Neferneferura — 9º anno di regno.
- Setepenra — 9º anno di regno.
- Tutankhaton (poi Tutankhamon) — 8º o 9º anno di regno.

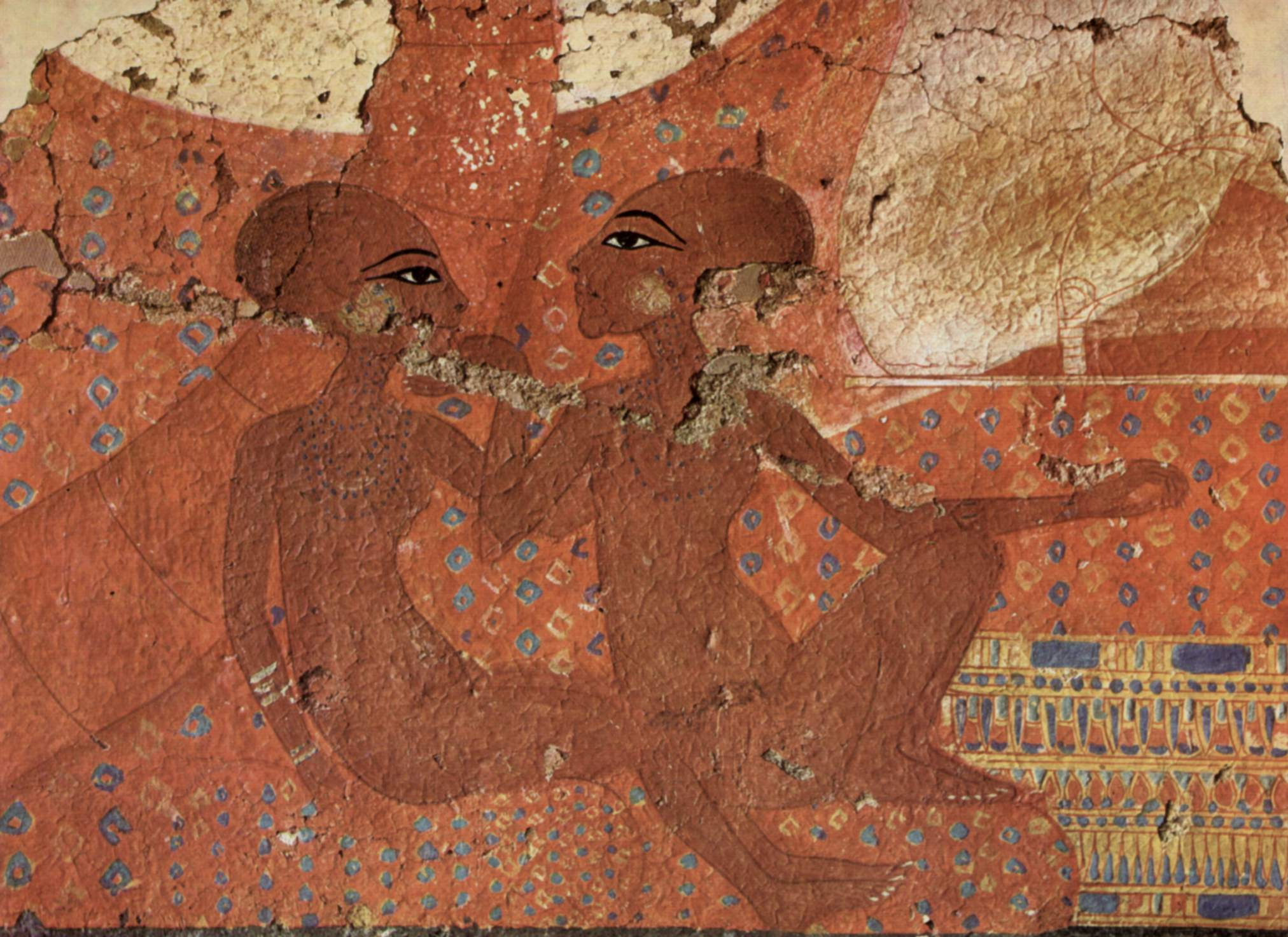
Neferneferura, a sinistra, e Neferneferuaton Tasherit sulle pareti del Palazzo reale di Amarna

Le spose di Akhenaton note con certezza:
- Nefertiti, grande sposa reale.
- Kiya, una moglie secondaria.
- Tadukhipa, figlia di Tushratta, re di Mitanni, e già sposa di Amenofi III[8].
- una figlia di Šatiya, signore di Enišasi[9][N 4].
- una figlia di Burna-Buriaš II, re di Babilonia[9].

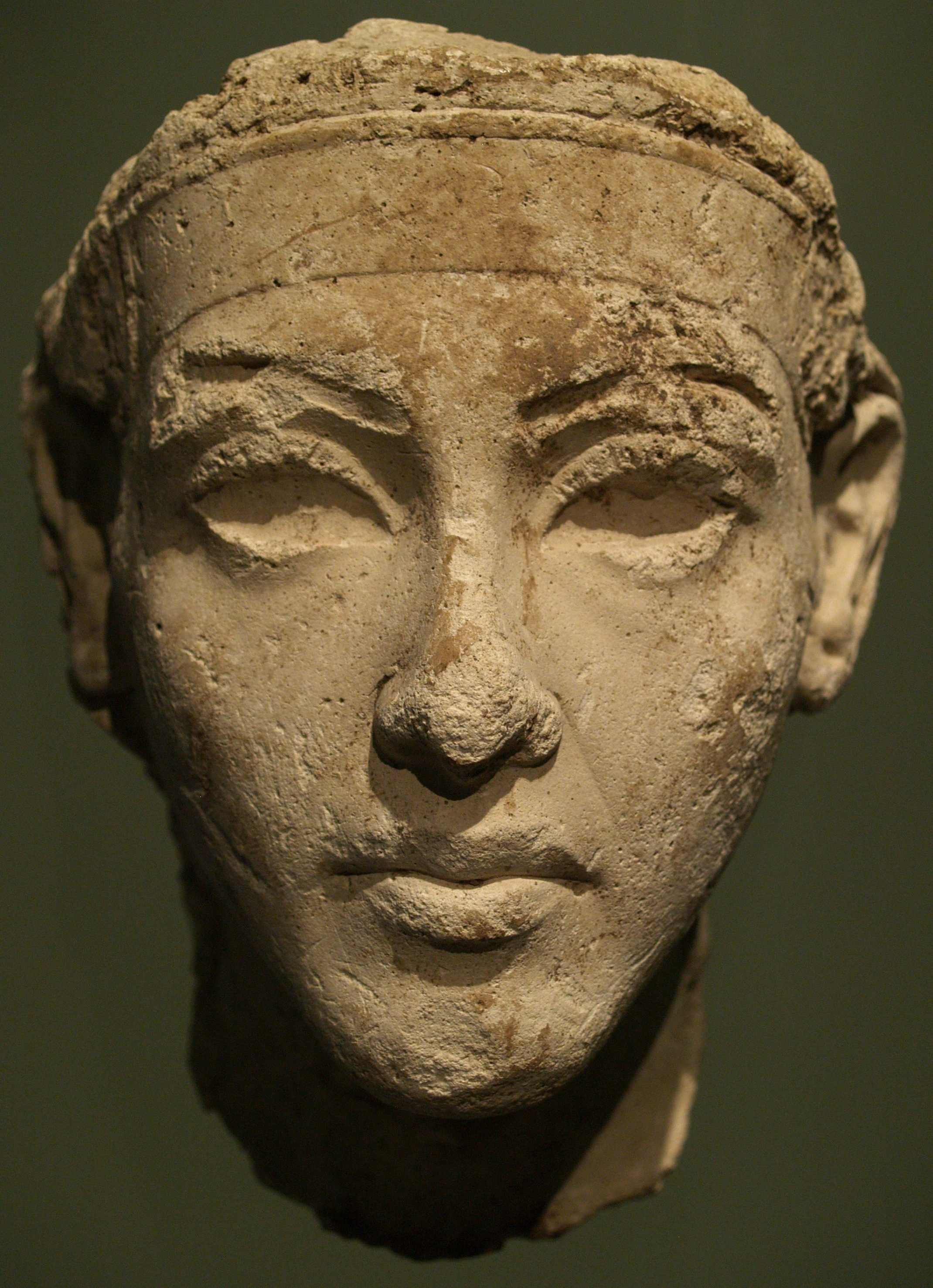
Testa di Akhenaton. Ägyptisches Museum und Papyrussammlung, Neues Museum, Berlino

#### Ipotesi di relazioni con alcune figlie

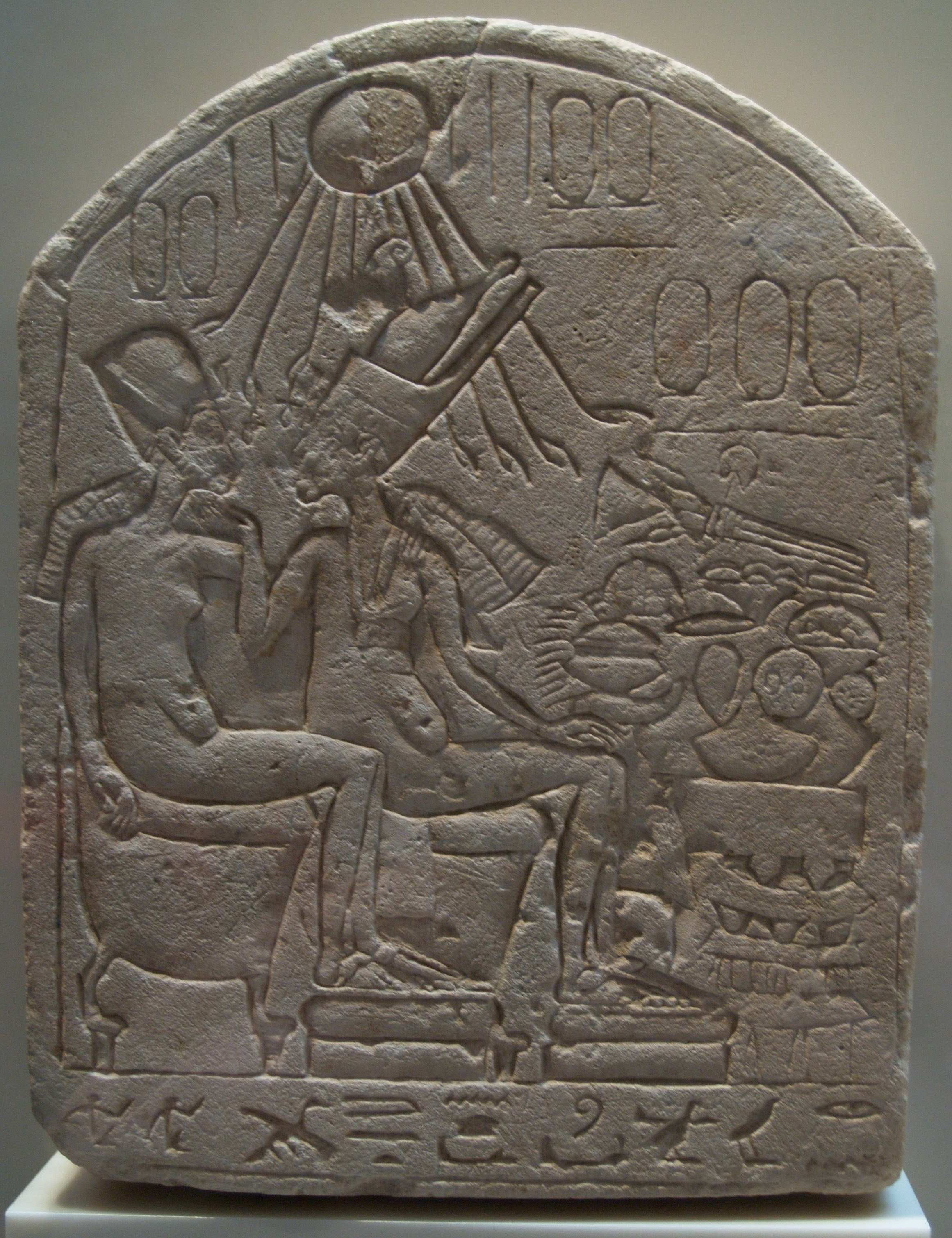
La Stele 17813 di Berlino, raffigurante un faraone che accarezza affettuosamente Akhenaton. Immagini come questa hanno generato teorie su una relazione tra Akhenaton e Smenkhara (Ägyptisches Museum und Papyrussammlung, Neues Museum, Berlino)

Alcuni hanno pensato che Akhenaton potrebbe essersi unito ad alcune delle sue figlie (soprattutto Merytaton e Ankhesenpaaton) nel tentativo di generare un erede maschio; è però una teoria molto dibattuta e priva di evidenze archeologiche. Non è chiaro se, imitando Amenofi III, Akhenaton abbia elevato almeno una figlia al rango di grande sposa reale. Comunque, ciò non implicherebbe una relazione sessuale; quella di grande sposa reale era principalmente una posizione onorifica, necessaria per ricoprire una posizione fondamentale a corte e assicurare il culto di alcune dee.
- Merytaton, primogenita di Akhenaton e Nefertiti, è attestata come grande sposa reale di Smenkhara nella tomba del funzionario Merira II, ad Amarna. Il suo nome compare inoltre accanto a quello di Akhenaton e della misteriosa Neferneferuaton come grande sposa reale su un cofanetto nella tomba di Tutankhamon. Lettere inviate ad Akhenaton da parte di sovrani stranieri menzionano Merytaton come Signora della Casa.
- Maketaton, sua secondogenita. La morte di parto di questa principessa, avvenuta intorno al 13º o 14º anno di regno del padre, è raffigurata su una parete della Tombe reali di Akhetaton[52][53]. Siccome non è giunta notizia di alcun matrimonio di questa principessa, si è fatta strada l'ipotesi che Akhenaton stesso potesse essere il padre del bambino di Maketaton. L'egittologo Aidan Dodson dubita che Maketaton abbia raggiunto la pubertà e sospetta che il bambino presente nella scena possa essere un/a figlio/a sconosciuto/a di Nefertiti[53].
- Vari monumenti, originariamente eretti per la sposa Kiya, furono riciclati per le principesse Merytaton e Ankhesenpaaton; tali iscrizioni, nella loro seconda versione, menzionano una Merytaton Tasherit (Tasherit è traducibile come "la giovane", o "junior") e un'Ankhesenpaaton Tasherit. Alcuni reputano che il padre di queste ipotetiche figlie di Merytaton e Ankhesenpaaton potrebbe essere stato Akhenaton. Altri egittologi sono dell'opinione che, siccome queste nipoti non sono menzionate in nessuna altra fonte, i loro nomi sarebbero stati inventati per riempire lo spazio precedentemente occupato da un'anonima figlia di Kiya[54].

#### Ipotesi di altre relazioni di Akhenaton
- Smenkhara, giovane successore di Akhenaton e/o suo coreggente nell'ultima porzione del suo regno[55]. Anziché un amante[56], Smenkhara è più diffusamente ritenuto un fratellastro o un figlio di Akhenaton. Alcuni hanno ipotizzato che Smenkhara potesse essere un'identità alternativa di Nefertiti o Kiya.
- Tiy, sua madre. Dodici anni dopo la morte di suo marito Amenofi III, la regina madre e regina vedova Tiy è ancora menzionata come regina e amata del re (cosa, però, usuale per le madri dei faraoni). I pochi sostenitori di questa teoria (soprattutto Immanuel Velikovskij) considerano Akhenaton come il modello del mitico re Edipo di Tebe, in Grecia, e Tiy come modello della sua madre e sposa Giocasta[57].

### La rivoluzione religiosa

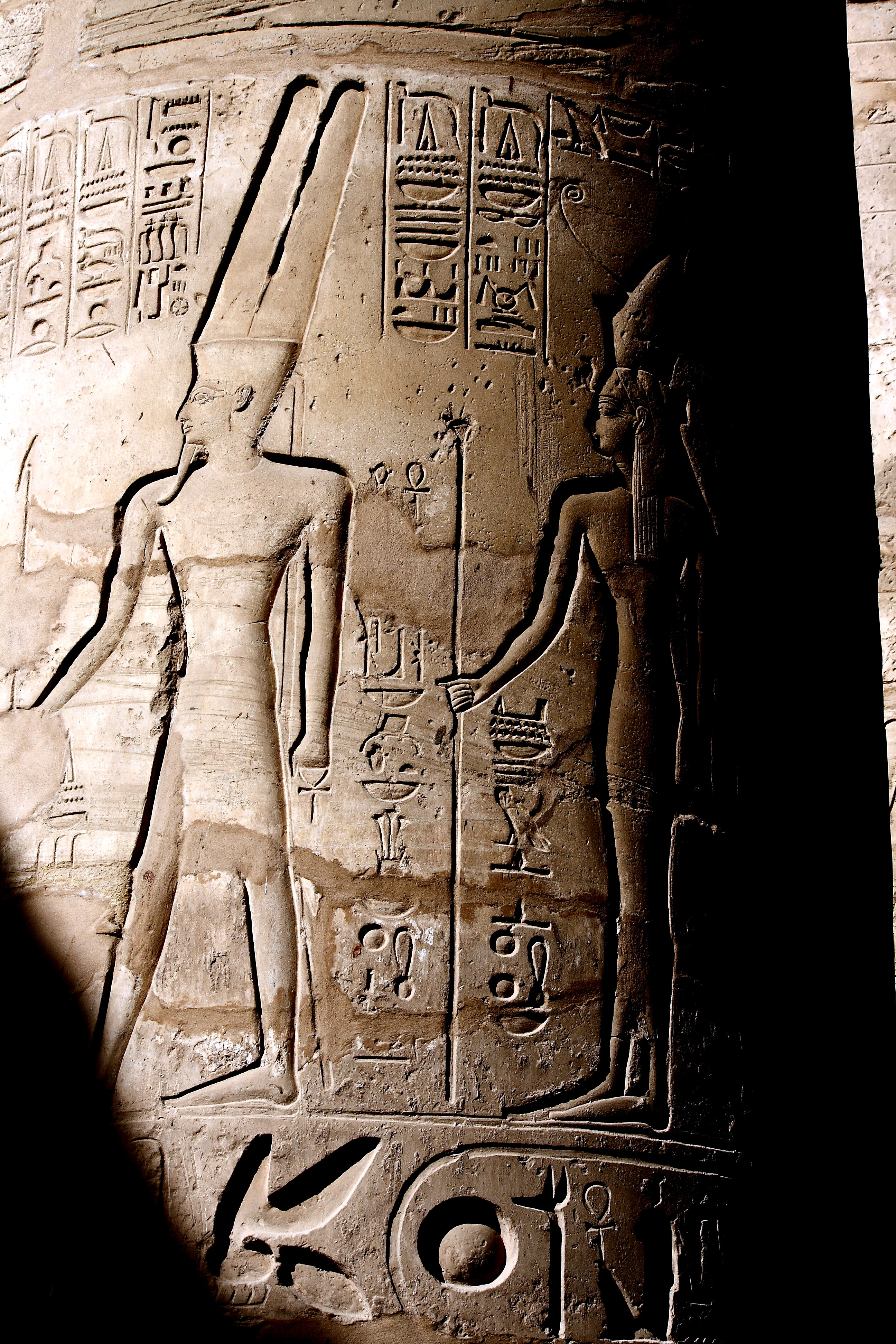
Amon seguito dalla sua sposa, la dea Mut, su una colonna nella Grande sala ipostila del Grande tempio di Amon, nel complesso templare di Karnak

#### La centralità del culto di Amon
Amon, creatore, trascendente e creatosi da sé fu un dio di massima importanza per buona parte della storia egizia. Durante l'XI dinastia (2160 a.C.–1944 a.C.) assurse al ruolo di patrono di Tebe, sostituendo Montu. Dopo la ribellione dei prìncipi tebani contro gli hyksos e con il regno di Ahmose I (1539 a.C.–1514 a.C.), Amon assunse un'importanza nazionale, esplicata dalla sua fusione con il dio-sole Ra nella figura di Amon-Ra. Durante il Nuovo Regno, Amon fu di fatto il capo del pantheon egizio. Quando l'esercito del fondatore del Nuovo Regno espulse i sovrani hyksos dall'Egitto, la città d'origine del vittorioso faraone, Tebe, divenne la città più importante del Paese, la capitale della nuova dinastia. Così Amon, patrono della nuova capitale, divenne la divinità nazionale. I faraoni della XVIII dinastia, forse la più gloriosa della storia egizia, attribuirono ogni loro successo alla protezione e all'intervento di Amon e spesero una gran parte della loro ricchezza e dei bottini delle guerre nell'edificazione di templi dedicati ad Amon, cui diedero un prestigio ineguagliato. Il suo ruolo di protettore della regalità comportava un enorme potere per il suo tempio principale, situato a Karnak; questo, che oggi è il sito archeologico più vasto e ricco di tutto l'Egitto, nel corso dei secoli ricevette in dono terre e altre proprietà, al punto di diventare quasi uno Stato nello Stato e influenzare anche le scelte sulla successione al trono. Le dimensioni gigantesche di questo Grande Tempio di Amon, la cui sola sala ipostila misura 103 metri di larghezza, con 134 colonne di 24 metri di altezza, esprimono la potenza formidabile del clero di Amon, in grado di fare concorrenza all'autorità del faraone.

#### Il nuovo culto di Aton

##### Sotto Thutmose IV e Amenofi III

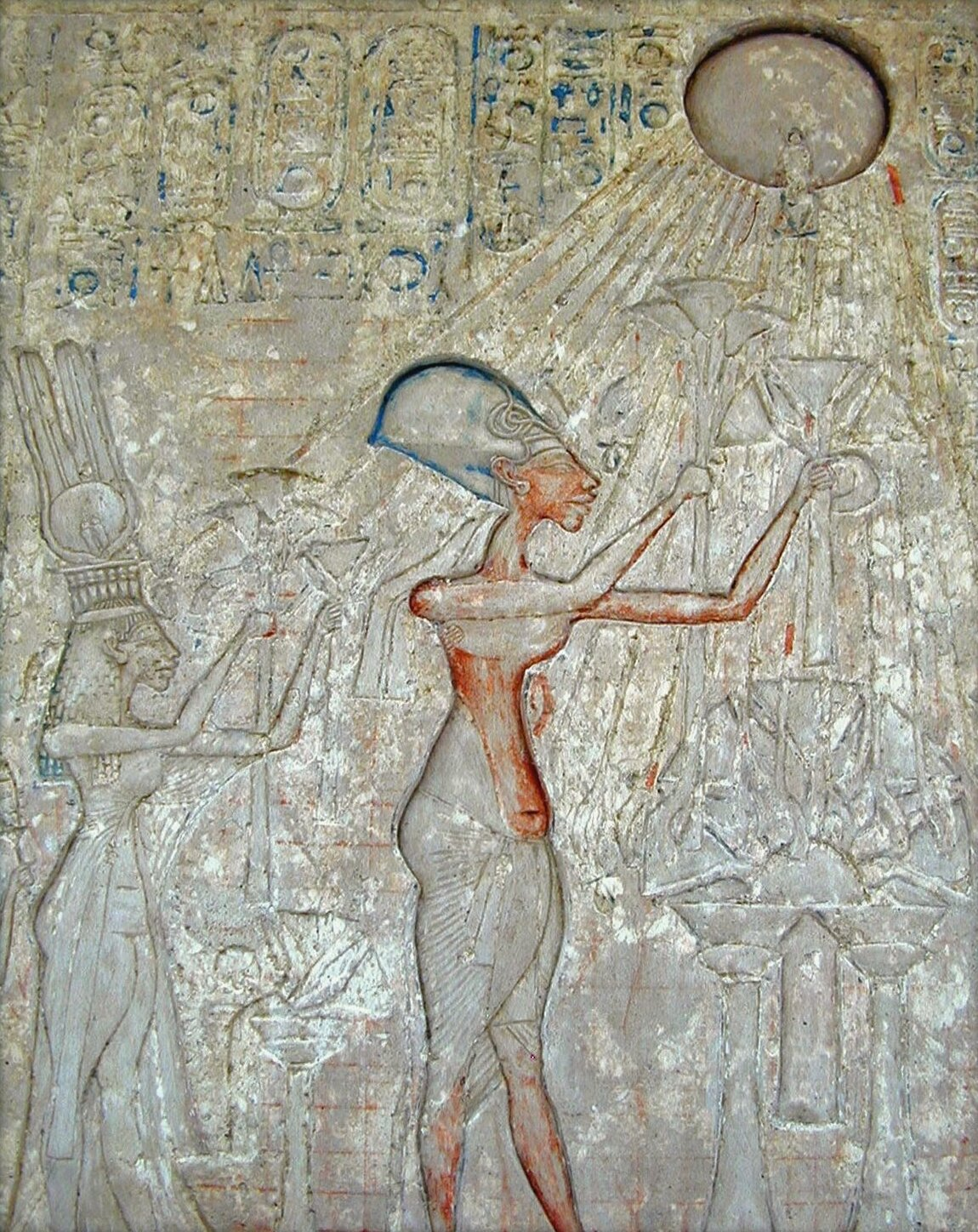
Blocco calcareo raffigurante Akhenaton e la sua famiglia intenti a venerare l'Aton. Museo egizio, Il Cairo

Il dio Aton, cioè il disco solare, probabilmente frutto della speculazione teologica dei sacerdoti di Eliopoli, era inteso come manifestazione sensibile del dio Ra-Horakhti (Ra che è Horus dei Due Orizzonti), a sua volta fusione di Horus e del dio-sole Ra. Fece la sua comparsa nel Medio Regno e le fortune del suo culto ebbero inizio durante il regno di Thutmose IV, nonno di Akhenaton, nel primo decennio del XIV secolo a.C. Quando era ancora principe, nel corso di una battuta di caccia nella piana di Giza, il futuro Thutmose IV avrebbe avuto una visione della divinità della Sfinge di Giza, il dio solare Ra-Horemakhet (o Harmakis), come attesta la grande Stele del sogno eretta fra le zampe della Sfinge stessa, che egli provvide a far restaurare in ossequio a questa esperienza della propria giovinezza. Esiste uno scarabeo, risalente al regno di Thutmose IV, su cui Aton è menzionato come divinità distinta mentre conduce il faraone alla vittoria in battaglia:
Seguendo le aspirazioni mistiche del padre, Amenofi III dimostrò una predilezione per questo dio; fu il primo a istituire un collegio sacerdotale e un tempio ad Aton. Come ha osservato l'egittologa Christine El Mahdy,
(Christine El Mahdy)

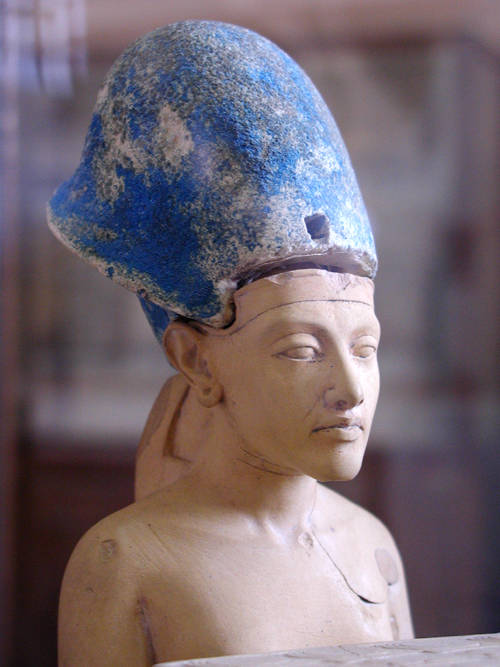
Statuetta di Akhenaton con la corona blu khepres. Museo egizio, Il Cairo

Stesso nome (o "Aton risplende", "Radiazione di Aton") l'aveva anche un'imbarcazione che Amenofi III donò alla sua regina Tiy, che alcuni ritengono un'accesa promotrice di questo culto. A differenza delle altre divinità egizie, Aton non veniva rappresentato in forma antropomorfa, ma sempre come un disco solare i cui raggi erano lunghe braccia terminanti con mani, alcune delle quali reggevano l'ankh, simbolo della vita. I princìpi della religione di Aton si possono individuare sulle pareti della Tomba di Akhenaton: Aton era adorato come creatore di tutte le cose e come colui che si prendeva costantemente cura delle proprie creature; i suoi raggi davano vita alla sola famiglia reale, mentre, a sua volta, il popolo riceveva la vita da Akhenaton e Nefertiti in cambio della lealtà ad Aton. La notte era considerata un momento da temere mentre, quando il disco solare, Aton, splendeva in cielo, le azioni umane potevano aspirare al successo o alla perfezione.

##### Akhetaton
Il centro del culto di Aton era la città di Akhetaton (Orizzonte di Aton), fondata come capitale da Akhenaton intorno al suo 5º anno di regno sulla riva orientale del Nilo, 402 chilometri a nord dalla vecchia capitale Tebe (Luxor). Altre sedi del culto furono Eliopoli (fulcro del culto di Ra) e la stessa Tebe. Per delimitare il perimetro della città fece erigere quindici Stele di confine, con le quali dichiarò l'appartenenza di quel territorio ad Aton. Molto diverso da tutti gli altri templi egizi, il Grande tempio di Aton era, in gran parte, all'aperto per far accedere i raggi del sole. Non erano ammesse rappresentazioni antropomorfe o statue di Aton, sebbene fosse stato occasionalmente raffigurato come uomo dalla testa di falco durante il regno di Amenofi III; comunque, queste furono sostituite con raffigurazioni della famiglia reale intenta ad adorare il disco solare e a ricevere da lui l'ankh (il respiro vitale). I sacerdoti di Aton avevano meno incarichi rispetto al clero tradizionale, in quanto le offerte (frutta, fiori, alimenti) erano limitate e gli oracoli proibiti; inoltre, i templi di Aton non raccoglievano tasse. Siccome non esistevano rappresentazioni specifiche di Aton, il tradizionale rito quotidiano di purificazione, unzione e vestizione della statua della divinità non veniva praticato ad Akhetaton; in compenso, il disco solare veniva omaggiato con le offerte della famiglia reale, bruciando incenso e cantando inni (come il Grande inno ad Aton) accompagnati da apposite musiche.

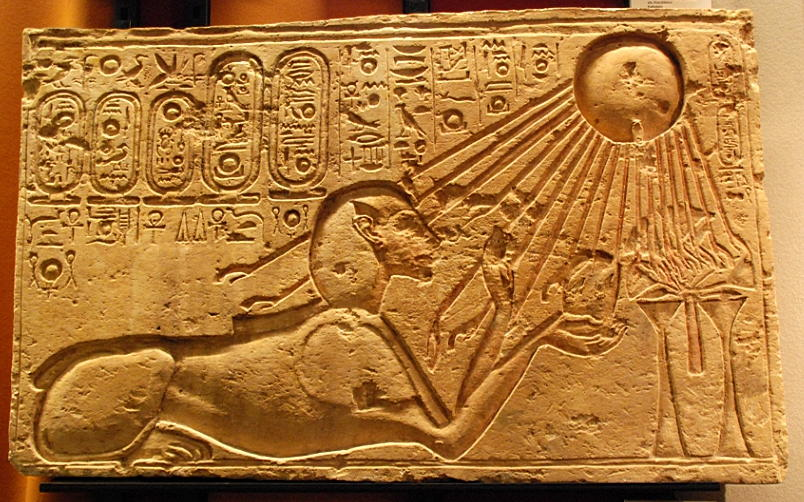
Akhenaton, sotto forma di sfinge, mentre adora Aton. Museum August Kestner, Hannover

##### Azioni di Akhenaton contro le divinità tradizionali

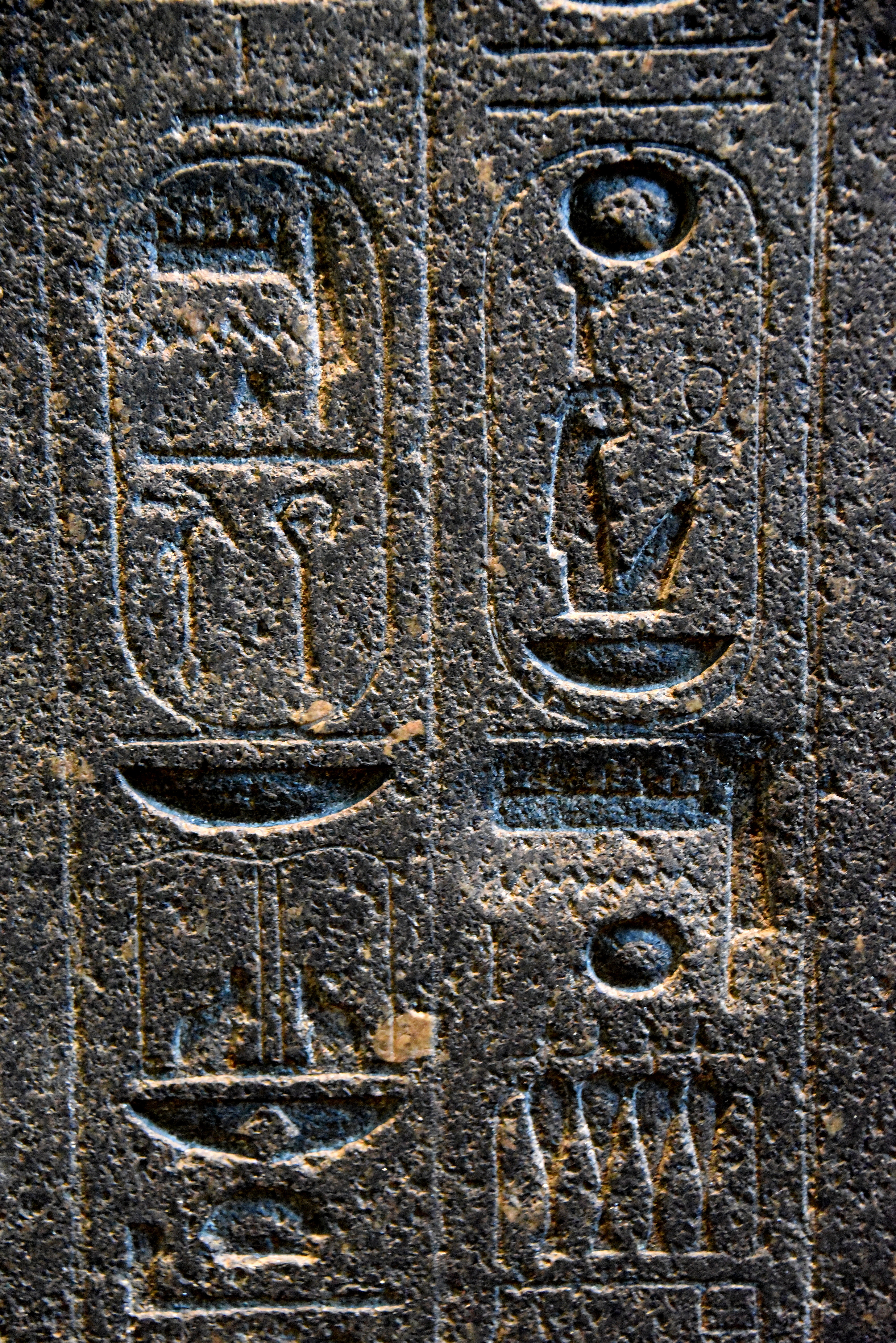
Geroglifici dietro a una statua di Amenofi III. In cima al cartiglio di sinistra e al di sotto di quello di destra si notano due zone depresse, nel punto fu cancellato il nome di Amon ("Amenhotep" e "Amato da Amon-Ra"), reinserito in seguito. British Museum, Londra.

Alcuni recenti dibattiti si sono concentrati sulle modalità e la misura con cui Akhenaton costrinse il suo popolo ad assecondare le riforme religiose. Indubbiamente, col passare del tempo, il faraone continuò a rivedere gli epiteti di Aton e altri termini del linguaggio religioso per escludere sempre più i riferimenti ad altri dei; a un certo punto, ordinò una cancellatura su vasta scala dei nomi delle divinità tradizionali, specialmente quello di Amon, anche quando facente parte di nomi propri come quello del padre. La parola "madre", che aveva lo stesso suono del nome della dea Mut, sposa di Amon, fu privato del geroglifico dell'avvoltoio necessario alla sua scrittura, in quanto l'avvoltoio era simbolo di Mut stessa e della dea Nekhbet; il nome del dio Ra-Horakhti fu privato del geroglifico del falco, il che ne rese particolarmente ardua la lettura. Il dio Ra, il sole per eccellenza, non perse la sua presenza continua. Alcuni cortigiani cambiarono i propri nomi per rimuovere ogni riferimento alle divinità, seguendo l'esempio di Akhenaton, che con questo nome sostituì il proprio nome originale Amenofi (Amenhotep, ovvero "Amon è Contento"). Quest'ultima non fu però, sembra, un'operazione obbligatoria o estesa alla totalità della popolazione, poiché ad Amarna sono stati individuati personaggi con nomi quali Ahmose (che significa "Nato da Iah", dio della luna), proprietario della tomba n. 3, o Thutmose ("Nato da Thot"), capo-scultore che realizzò numerosi ritratti della famiglia reale, fra cui il celeberrimo busto di Nefertiti. Un numero inaspettato di amuleti in faience scoperti ad Amarna mostra inoltre che gli abitanti di Akhetaton indossavano liberamente talismani degli dei Bes e Tueret, l'Occhio di Horus e altri amuleti delle divinità tradizionali; inoltre, in un nascondiglio di gioielli, nei pressi delle Tombe reali (ora al Museum of Scotland), è stato trovato un anello relativo alla dea Mut, sposa di Amon. Tutte queste evidenze archeologiche dimostrano che, anche se Akhenaton privò i templi delle divinità tradizionali dei loro finanziamenti, le sue politiche furono tolleranti, perlomeno fino a un certo momento, non precisato, verso la fine del suo regno. Tuttavia, i danni arrecati ai monumenti di Amon, il divieto del suo culto e la dispersione del suo clero rasentarono, secondo alcuni studiosi, la persecuzione religiosa. Come ha osservato l'egittologo Franco Cimmino:
(Franco Cimmino)

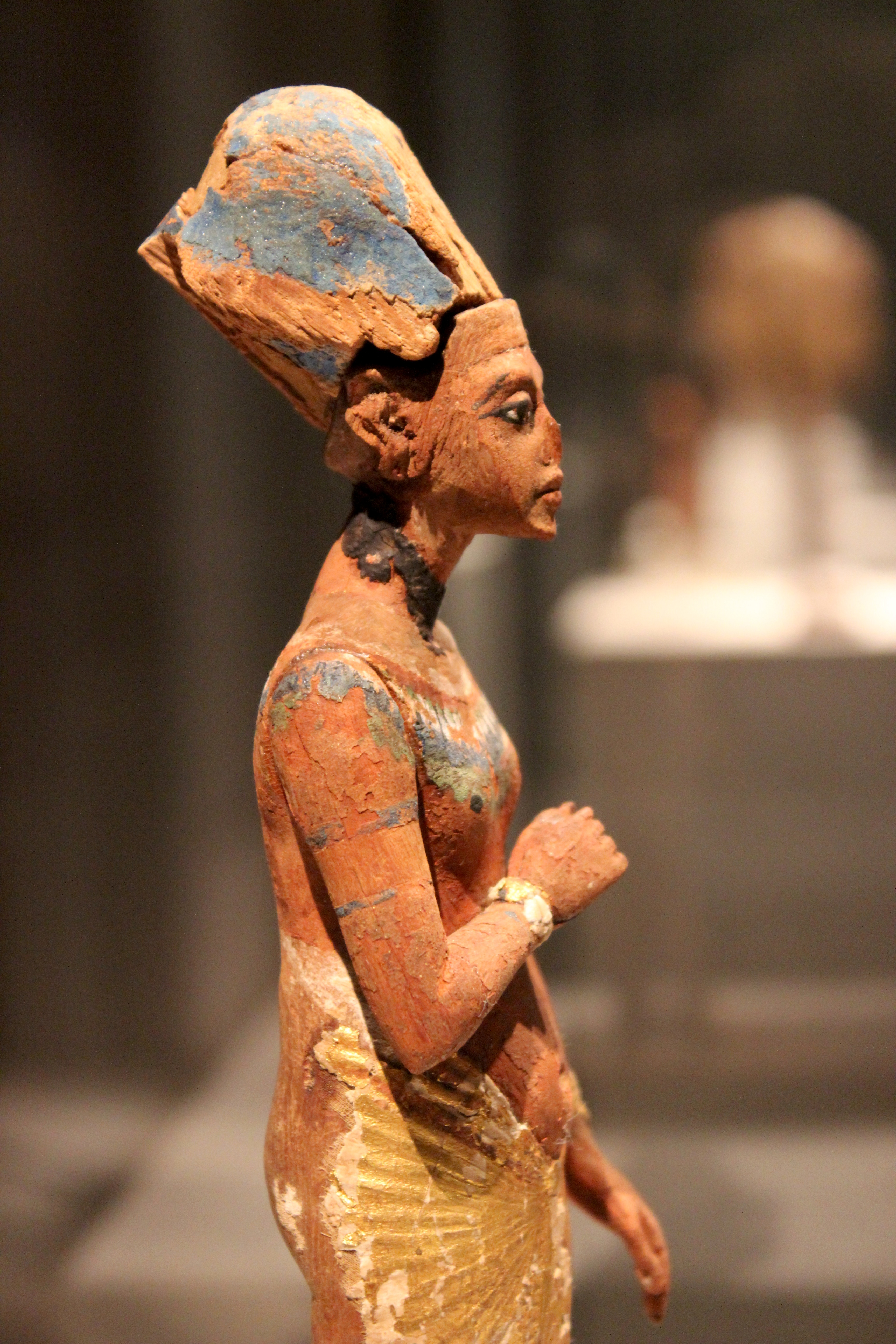
Statuetta lignea di Akhenaton. Ägyptisches Museum und Papyrussammlung, Neues Museum, Berlino

Al 12º o 13º anno di regno di Akhenaton potrebbe risalire il gesto più drammatico del suo regno:
(Franco Cimmino)
Akhenaton giunse a far scalpellare il nome del proprio padre Amenofi III, recante il nome di Amon (Amenhotep): è il caso della iscrizione su un'elegante statua della dea Nefti in diorite conservata al Museo del Louvre. Con il suo enoteismo rivoluzionario, Akhenaton non pone più il sovrano come rappresentazione del dio; il faraone ora è "utile a Dio, che è utile a lui" come testimonia anche una stele commemorativa nel Tempio di Ptah a Karnak dove è scritto: «Dio ha fatto sì che le vittorie della mia maestà fossero più grandi [di quelle] di ogni altro re. La mia Maestà ha ordinato che il Suo altare sia fornito di ogni bene». L'escatologia che sostituisce quella di Osiride, prevedeva che le anime dei morti, con il sorgere del sole, uscissero fuori sotto le sembianze di uccelli per rivivere tutto il giorno in un mondo parallelo a quello materiale. In alcuni inni ritrovati nella tomba di Ay viene manifestato l'universalismo imperiale al quale, secondo alcune interpretazioni, mirava Akhenaton, che si auspicava la diffusione di una religione universale con al centro il dio di tutti gli uomini.

#### Akhenaton enoteista, non monoteista
L'interpretazione di Akhenaton come rivoluzionario religioso ha prodotto molte speculazioni, dalle ipotesi degli specialisti fino a teorie marginali o non accademiche. Benché sia particolarmente diffusa la popolare opinione secondo cui Akhenaton sarebbe stato uno dei primi monoteisti della storia, è più corretto dire che Akhenaton praticò l'enoteismo (o monolatria) dal momento che non risulta abbia mai negato l'esistenza di altre divinità all'infuori di Aton. Nel 1995, commentando questa complessa questione, Cimmino ha osservato:
(Franco Cimmino)

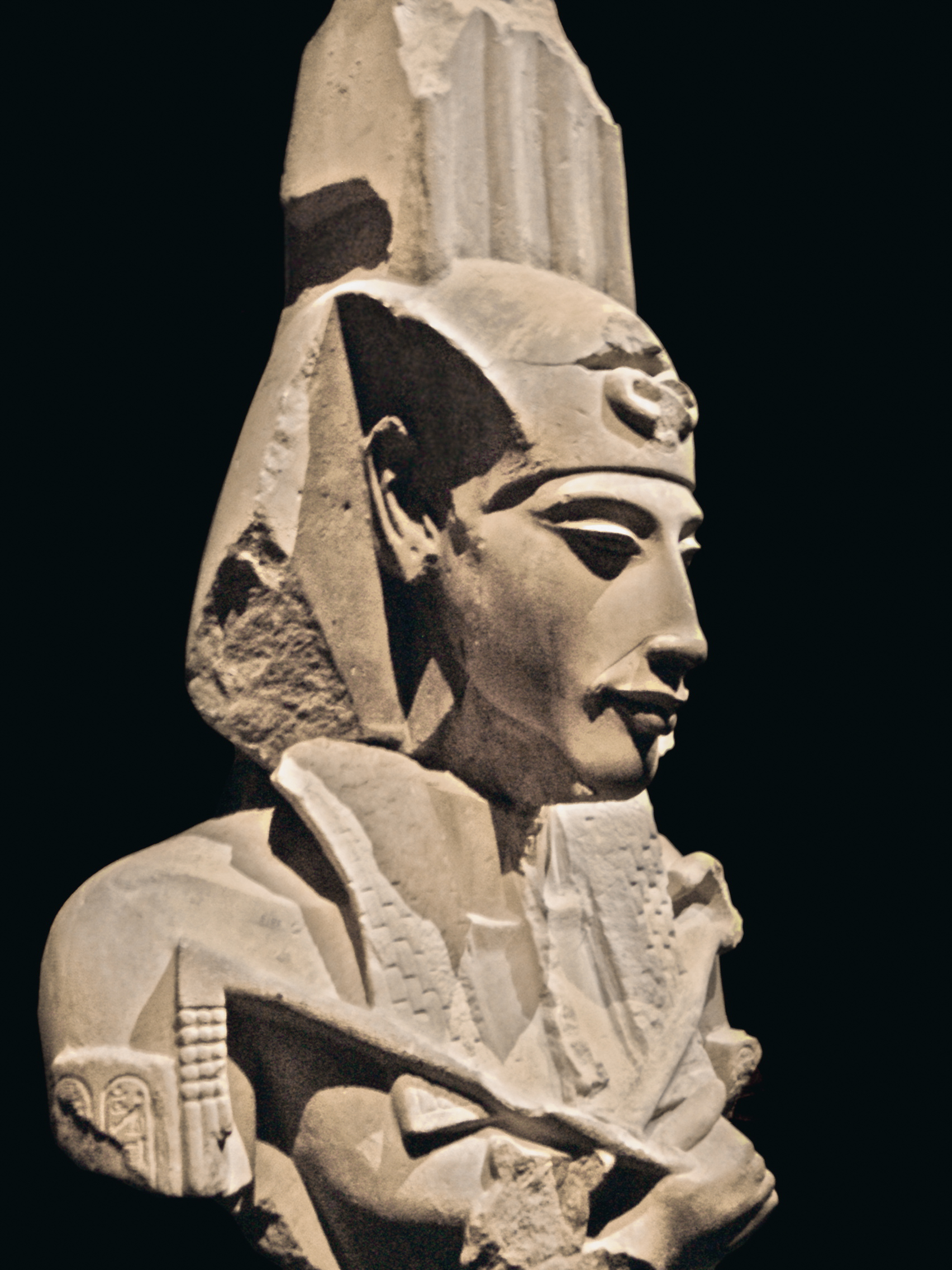
Colosso di Akhenaton assimilato al dio Shu, di cui indossa, sulla corona nemes, il tipico copricapo quadripartito. Museo egizio, Il Cairo.

I connotati assolutistici della elaborazione teologica di Akhenaton sembrano avere lontane ascendenze in una corrente, interna al pensiero egizio, dagli aspetti approssimativamente monoteistici: testi risalenti anche alle epoche più antiche della storia egizia nominano "dio". È altresì vero che ogni divinità locale, o localmente assai venerata, era concepita e definita, durante le azioni liturgiche, come primordiale, originaria e anteriore a ogni cosa creata, superiore a tutti gli altri dei; numerose iscrizioni, tombali e templari, menzionano "dio" al singolare, in espressioni apparentemente monoteistiche, solo per poi aggiungere i nomi di altri dei: è il caso, ad esempio, di un inno a Iside nel Tempio di Dendera:
Aton era concettualmente simile agli altri dei (aveva infatti una pacifica collocazione nel pantheon egizio molto tempo prima di Akhenaton), ma unico nell'essenza e collettivo in prerogative e attributi; il suo culto avrebbe attirato astio e critiche solo a partire dall'insistenza di Akhenaton nel ribadirne l'unicità, assai più di quanto tale unicità non fosse già normalmente attribuita, a seconda dei luoghi, a Ra, Ptah o Amon stesso.
(Cyril Aldred)
Akhenaton non incorporò tutte le divinità tradizionali nella sola entità dell'Aton (come nel caso del succitato inno a Iside nel Tempio di Dendera); invece, incluse in Aton una sintesi delle prerogative delle altre divinità solari, tralasciandone completamente i miti, gli attributi, le immagini fisiche. È verosimile che tale semplificazione in un'entità impalpabile, di difficile comprensione e quasi aniconica abbia contribuito alla caduta finale del culto di Aton. Il legame tra Aton e Ra, il dio del sole fin dai periodo predinastico, merita una menzione speciale: di fatto, non sembra che Akhenaton sia pienamente riuscito a emancipare l'Aton dalla pervasiva presenza di Ra nella teologia, e nel Papiro Bulaq 17, risalente al regno di Amenofi II, bisavolo di Akhenaton, Ra viene esaltato in termini assai simili a quelli del Grande inno ad Aton. Nella concezione religiosa di Akhenaton gli dei Shu e Tefnut conservarono un ruolo particolare: Akhenaton affermò che Shu risiedeva nel disco solare, trovando posto nella sua nuova dottrina per questo dio e per la sua compagna Tefnut come aspetti del dio della luce e icone della coppia reale. In alcune statue risalenti all'inizio del loro regno, Akhenaton e la sua grande sposa reale Nefertiti compaiono nelle vesti di Shu e Tefnut. Apparentemente, Akhenaton era riluttante a venerare divinità diverse da Aton, aspettandosi inoltre che il popolo non venerasse Aton bensì, "per interposta persona", il faraone medesimo quale unico mediatore tra gli uomini e il dio.

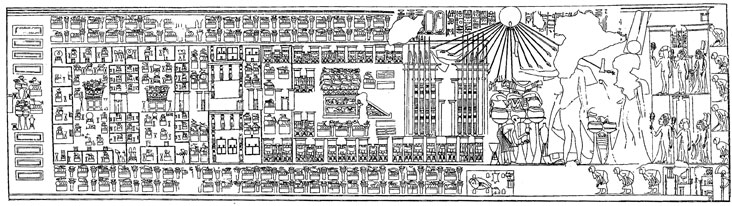
Il Grande tempio di Aton ad Akhetaton: Akhenaton, assistito da Nefertiti e dalle figlie, fa offerte ad Aton su un altare all'aria aperta. Disegno di un rilievo nella tomba del funzionario Merira II ad Amarna.

### Riforma artistica

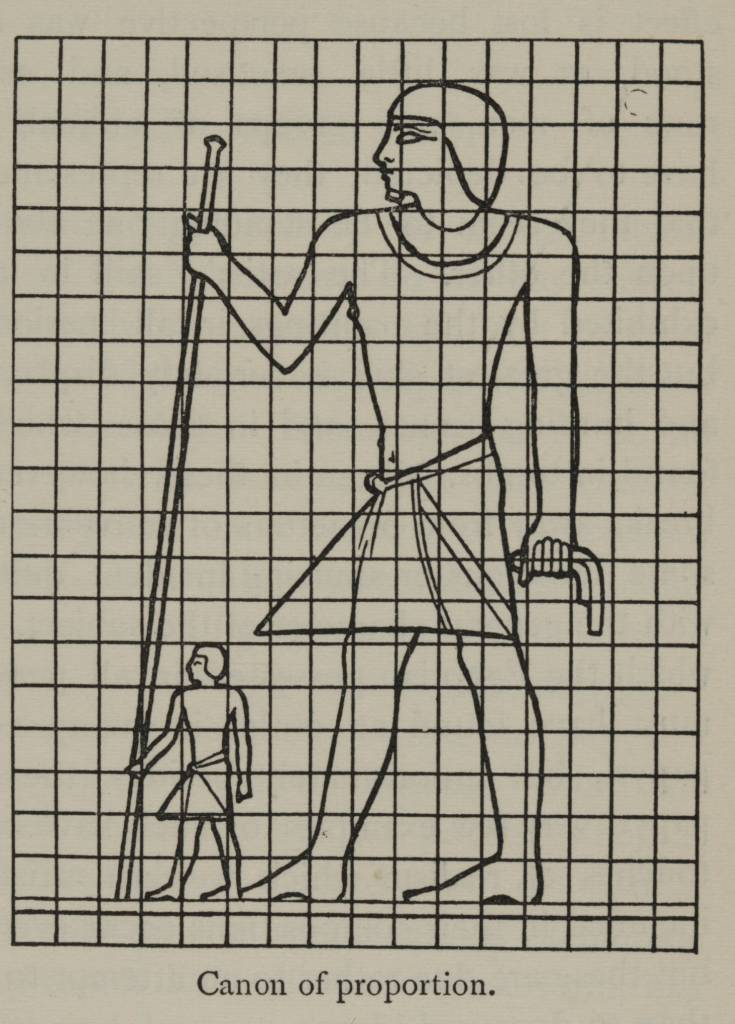
Le proporzioni scrupolosamente osservate dall'arte egizia tradizionale

Alla rivoluzione religiosa si affiancò anche un graduale (ma sempre più marcato) stravolgimento dei canoni artistici tradizionali; tale riforma artistica è denominata "stile di Amarna", e segnò una parentesi molto interessante all'interno della plurimillenaria arte egizia. Si passò dallo stile idealizzato, severo e ieratico dei monumenti a un curioso ed impietoso naturalismo, non esente da lampi di tenerezza (come si nota, per esempio, nella stele che raffigura Nefertiti con le figlie bambine). Prima della riforma di Akhenaton, l'arte egizia si basava su canoni tradizionali; le rappresentazioni in rilievi e pitture murali avevano le seguenti caratteristiche:
- la scuola tradizionale non si serviva della prospettiva nelle rappresentazioni murali, e le dimensioni dei personaggi ne esprimevano esclusivamente il grado di importanza[107].
- la figura umana era così elaborata: testa, braccia e gambe di profilo, ma occhi e torace in posizione frontale, il tutto modulato su una "griglia" ideale, le unità della quale erano sempre strettamente osservate per le proporzioni dei volumi[107].

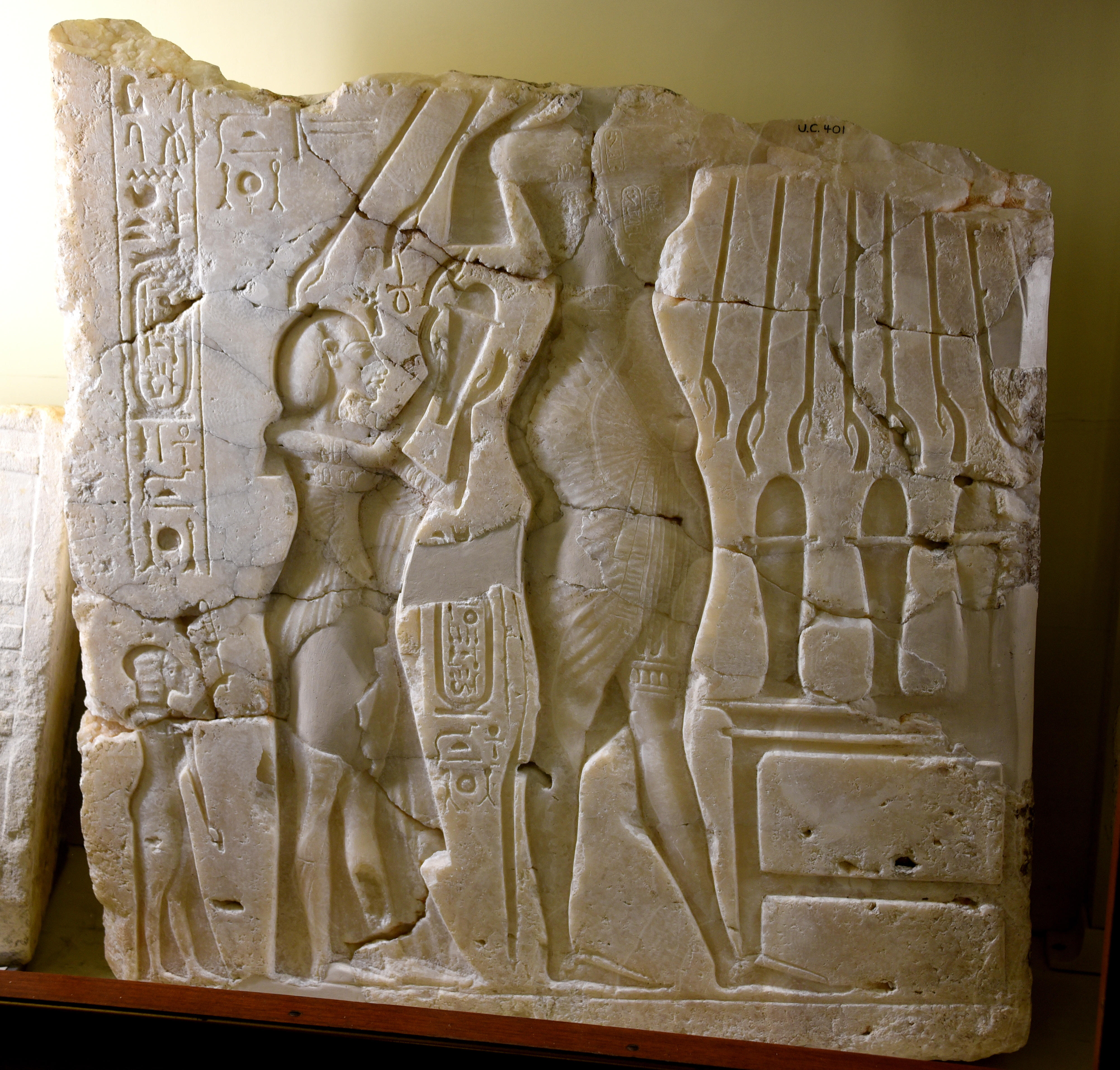
Le proporzioni anticonvenzionali dell'arte amarniana visibili in un rilievo di Akhenaton, Nefertiti e Merytaton. Petrie Museum, Londra.

Con Akhenaton si abbandonò il canone tradizionale della rappresentazione del corpo umano, ispirato a una nuova "griglia" nella quale le figure occupano più unità, soprattutto in altezza; questa modifica rimase con i suoi immediati successori. Nelle immagini, in generale, fu impresso un maggiore naturalismo fino a raggiungere conseguenze impietose. Abbandonata completamente l'immagine idealizzata, priva di difetti fisici, si procedette nella direzione opposta, sottolineando anche in misura estrema i difetti; la testa esageratamente allungata nella parte posteriore, occhi a mandorla, labbra rigonfie, mandibole prominenti, colli lunghi e stilizzati, ventri sporgenti e cascanti con sagome talmente arrotondate da rendere difficile l'individuazione del sesso del personaggio.

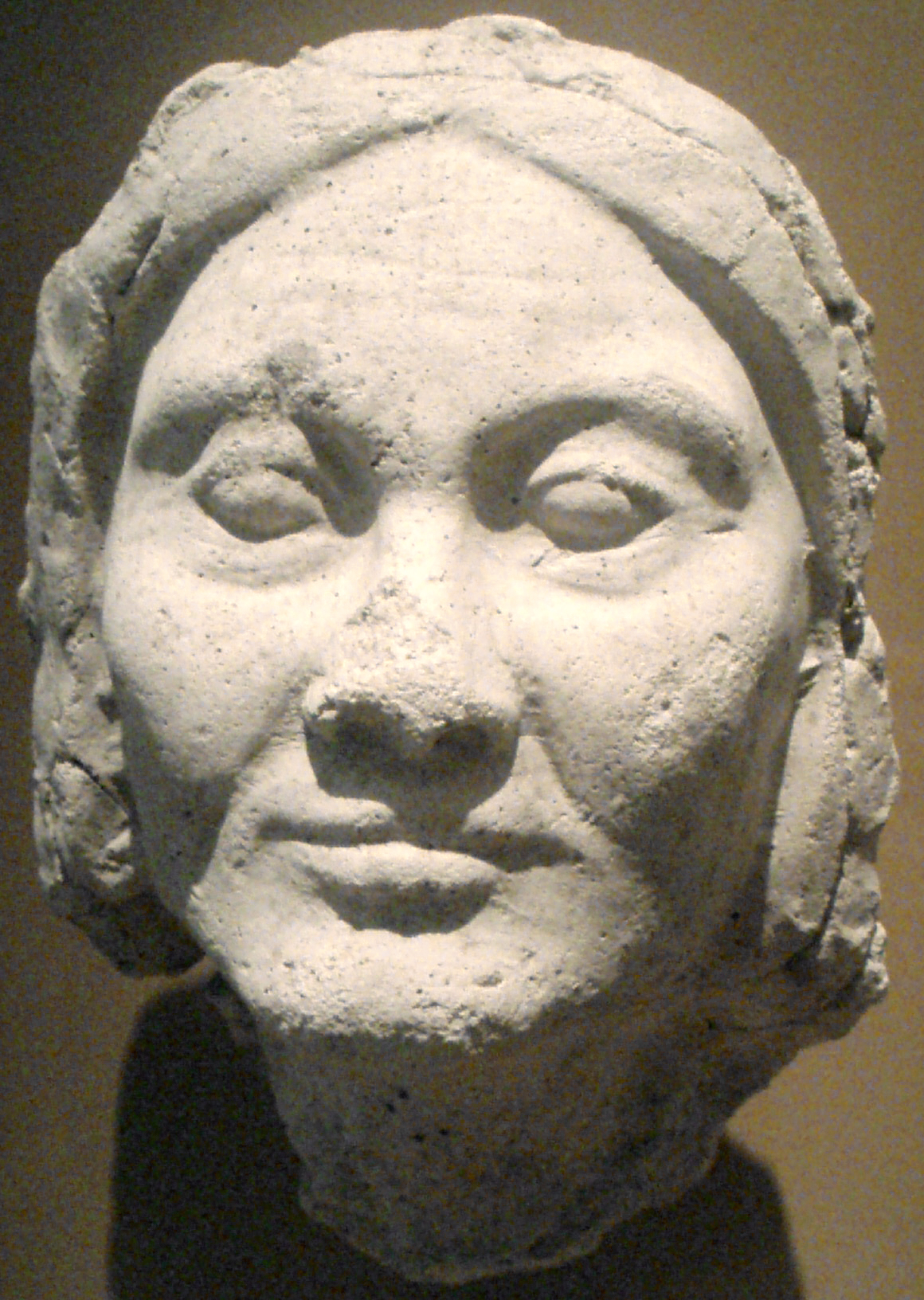
Realistica testa di un'anziana di Akhetaton, da alcuni identificata come la regina madre Tiy; dello scultore Thutmose. Ägyptisches Museum und Papyrussammlung, Neues Museum, Berlino

Quest'ultima caratteristica ha suggerito ad alcuni studiosi del XIX secolo che tali rilievi e sculture rappresentassero i sintomi di una malformazione del sovrano, che gli avrebbero fatto sviluppare un corpo dai tratti femminili, con un bacino ampio e arti sottili, teoria che nel XX secolo si incentrò su una possibile sindrome di Marfan del sovrano. Oggi, gli storici e gli archeologi stimano che le immagini deformate del re come mere rappresentazioni artistiche, dal momento che non esistono prove sufficienti per determinarne una malattia cronica. Inoltre, tali deformazioni coinvolgono tutte le persone, non solo Akhenaton e i suoi famigliari, e perfino gli oggetti: i nastri posti sul retro della corona assumono una forma allungata e affusolata, proprio come le dita delle mani e dei piedi. 

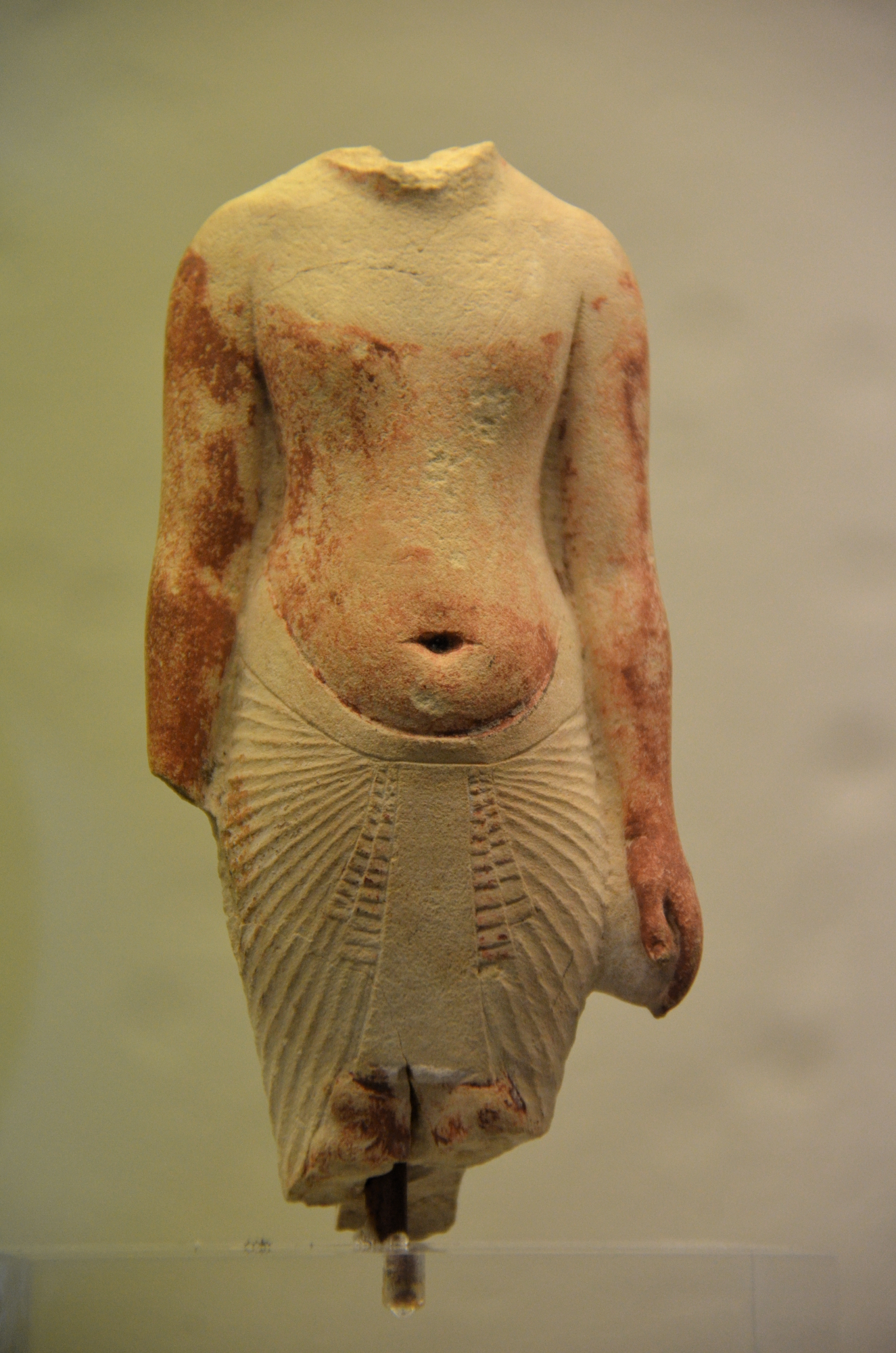
Frammento d'una statuetta di Akhenaton nello stile realistico del suo regno; visibili il ventre sporgente e i fianchi larghi

Con la scoperta della tomba di Tutankhamon, nel 1922, si è potuto osservare che il cranio della mummia del faraone adolescente è effettivamente allungato (sebbene non drasticamente) come nelle figurazioni di Akhenaton, Nefertiti e delle loro figlie. Di conseguenza, si è anche ipotizzato che questa tipologia di creazioni artistiche riflettesse attributi condivisi da membri della famiglia reale, con l'intento di offrire un'immagine unitaria della regalità. Lo studio del probabile scheletro di Akhenaton ha rivelato un corpo perfettamente sviluppato e dai tratti mascolini. Il sovrano fu probabilmente rappresentato con tratti androgini in quanto divinità, associato quindi al mito creatore e, di conseguenza, né uomo né donna egli medesimo. Fra le innovazioni dell'arte amarniana rientrò anche un deciso mutamento dei temi delle opere. Una volta eliminati i temi religiosi tradizionali, dal momento che Aton era un dio astratto, simboleggiato dal semplice disco solare e mai incarnato in figura umana o animale, ebbero una grande diffusione le scene della vita famigliare della coppia reale con le figlie, in pose intime e affettuose. L'iconografia tradizionale del monarca intento a schiacciare e abbattere i propri nemici fu sostituita da due immagini nell'atto di adorare Aton e presentargli offerte insieme alla famiglia o con la sola grande sposa reale, in un'atmosfera molto più raccolta. Lo scultore capo Bek lasciò notizia che Akhenaton in persona chiese agli artisti di esprimere la realtà che vedevano; quindi furono raffigurate anche scene prese dalla vita animale, come un cane da caccia che rincorre una preda in fuga o un toro selvaggio che salta in mezzo a piante di papiro.
Di tutte le implicazioni del regno di Akhenaton, quelle artistiche si rivelarono le più durevoli, sopravvivendo alla sua morte. La sua concezione politica, infatti, morì con lui. Dopo i brevissimi regni di Neferneferuaton e Smenkhara, la corte fece ritorno a Tebe con Tutankhamon. Per quanto riguarda le sue idee religiose, anche queste morirono insieme a lui. Solo le riforme artistiche gli sopravvissero per qualche tempo, sebbene attenuate e molto distanti dagli esiti più eccentrici, e tracce di questo stile si possono riconoscere nella produzione artistica sotto Tutankhamon, Ay e Horemheb. Quando, alla morte di quest'ultimo, la XIX dinastia prese il potere, il ritorno all'ortodossa arte tradizionale fu portato a compimento.

### Politica interna
Secondo una parte degli studiosi Amenofi IV avrebbe regnato come coreggente con il padre per alcuni anni ma questa interpretazione dei dati è contestata, da altri tra cui il Gardiner, sulla base di alcune lettere facenti parte della corrispondenza diplomatica (le lettere di Amarna) e anche sulla poco credibile situazione che si sarebbe venuta a creare: due sovrani con due capitali diverse.

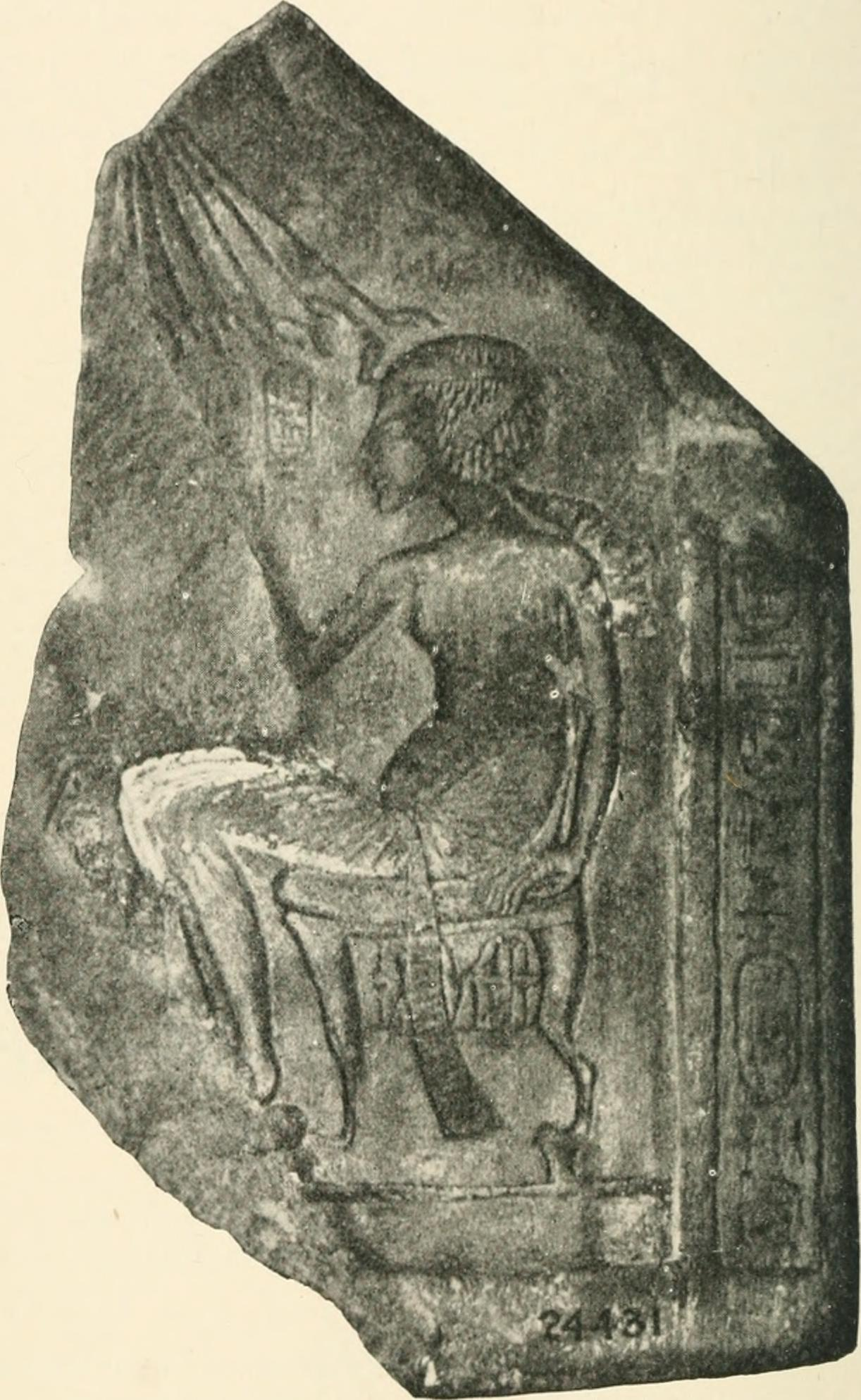
Rilievo frammentario di Akhenaton in trono, al di sotto di Aton. British Museum, Londra

Il sovrano scelse come consiglieri sua madre Tiye, la regina Nefertiti e il sacerdote Ay, marito della sua governante. Nel secondo e nel terzo anno di regno, decise di celebrare un grande giubileo e iniziò la costruzione di almeno otto strutture in muratura a Karnak, dove, inizialmente, Amenofi IV regnò; la struttura più articolata fu il tempio ad Aton detto Gen-pa-Aton ("il Disco del Sole è trovato"), sui cui muri apparivano incise scene della celebrazione del giubileo e raffigurazioni della regina Nefertiti assieme alle figlie nell'atto di effettuare offerte al Sole (la coppia non ha avuto un figlio maschio e sarà la primogenita a prendere il posto della madre); un secondo tempio fu chiamato "Esaltati sono per sempre i monumenti del Disco del Sole" e comprendeva molte raffigurazioni di vita domestica a palazzo; un terzo tempio fu denominato "Robusti sono per sempre i monumenti del Disco del Sole", i cui rilievi descrivevano offerte al Sole, processioni e scene di palazzo con servi.

### Politica estera
Durante il regno di Akhenaton, come già quello del padre, l'Egitto non seppe contrapporsi all'ascesa degli Ittiti perdendo, quindi, il controllo di una serie di Stati vassalli dell'Asia Minore che rappresentavano una fonte di ricchezza per le casse reali. Una parte della corrispondenza diplomatica rinvenuta tra le rovine della nuova capitale (le Lettere di Amarna) è appunto composta da richieste di aiuto di sovrani dell'area palestinese dove bande di nomadi predoni Hapiru esercitavano razzie e disordini.
Malgrado le richieste di aiuto provenienti dagli alleati, ad esempio quelle inviate da Tushratta re di Mitanni, almeno da quanto riportato nelle fonti a nostra disposizione, non si hanno notizie di campagne militari nell'area siro-palestinese. Di questa inerzia seppe approfittare Šuppiluliuma I, re ittita che, dopo aver portato sotto il suo controllo il regno di Mitanni, iniziò l'espansione nella zona d'influenza egiziana. Si ha notizia di una campagna militare in Nubia durante il 12º anno di regno, per sedare una rivolta della popolazione Akayta.

### Epidemia ad Akhetaton e morti nella famiglia reale

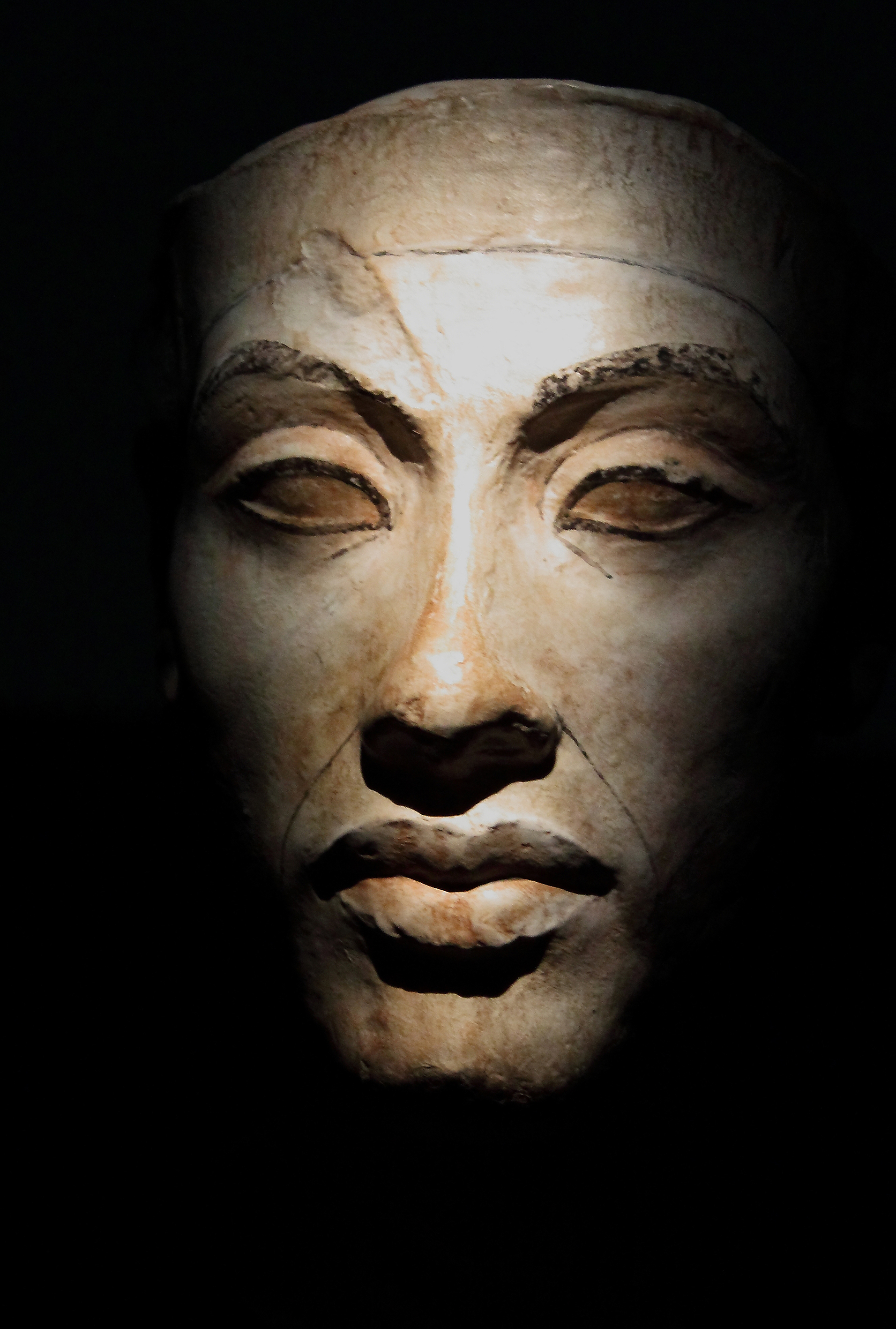
Testa di Akhenaton, dello scultore Thutmose. Museo egizio del Cairo

Durante il periodo amarniano si verificò una grave epidemia, probabilmente di peste bubbonica, poliomielite o un qualche tipo di influenza, che si originò in Egitto e dilagò in tutto il Levante mietendo molte vite, tra cui Šuppiluliuma I, re degli Ittiti. Nel caso si trattasse di influenza, la sua origine deriverebbe dalla vicinanza tra esseri umani, determinati uccelli acquatici e suini; la sua diffusione pandemica potrebbe essere stata causata dallo sviluppo dei sistemi di allevamento e dalla prossimità degli animali con i loro escrementi. Alcune delle prime evidenze archeologiche di questo tipo di allevamento sembrano risalire al regno di Akhenaton e la pandemia che in quel periodo colpì tutto il Medio Oriente potrebbe essere il primo caso conosciuto di influenza. Tuttavia, la natura precisa di questa epidemia resta in gran parte sconosciuta; come suo possibile luogo d'origine è stata ipotizzata anche l'Asia con un'influenza scatenatasi fra esseri umani.

#### Morte di Maketaton, Setepenra e Neferneferura
Una serie di morti all'interno della famiglia reale egizia dovette colpire duramente Akhenaton e, in generale, tutto il regno. Fra le probabili vittime di questa epidemia, in un arco di tempo che va dal 12º al 17º anno di regno, figurano la regina madre Tiy (intorno al 13º anno di regno) e le giovanissime principesse Setepenra e Neferneferura, ma è possibile che ne siano morte anche la grande sposa reale Nefertiti (dopo il 16º anno di regno) e la secondogenita Maketaton (più verosimilmente deceduta di parto intorno al 12º anno di regno). Inoltre, la virulenza di questo morbo può essere stata uno dei fattori che spinsero al completo abbandono di Akhetaton durante il regno di Tutankhamon, e anche il motivo per cui le generazioni successive ritenevano che gli dei tradizionali si fossero rivoltati contro Akhenaton. Le Tombe reali di Akhetaton risultano la maggiore fonte di informazioni sulla catena di morti che segnò la fase finale del regno di Akhenaton. Esse constano di una sequenza di ambienti disposti lungo un asse (più volte modificati e rimasti incompiuti), di un appartamento parimenti incompiuto e destinato a una regina (verosimilmente Nefertiti) e di una serie di tre stanze destinate ad accogliere i resti di tre principesse; è noto che intorno al 14º anno di regno di Akhenaton si verificò una modifica del nome canonico di Aton, e la sua presenza nella tomba consente di ascrivere con sicurezza al periodo la sepoltura, nella tomba in questione, di tre figlie del faraone e della loro madre. La secondogenita Maketaton, che all'epoca non doveva avere più di dieci anni, fu inumata nella "Sala Gamma" ove compaiono scene di cordoglio davanti alla sua piccola salma e gli omaggi resi a una sua statua (l'esame dei resti del suo sarcofago ha stabilito che, al momento della morte, Maketaton era alta poco più di un metro); scene sovrapposte di cordoglio compaiono inoltre per le principessine Neferneferura e Setepenra, nella "Sala Alfa". 

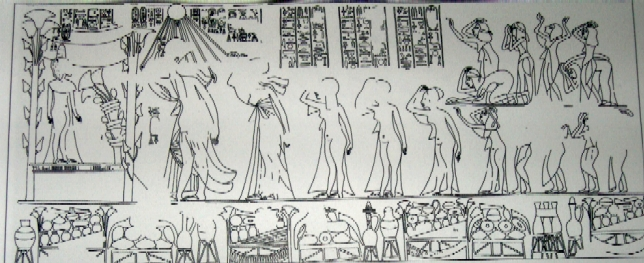
Copia del rilievo nella "Sala Gamma" della Tomba reale di Akhenaton raffigurante il cordoglio della corte di fronte alla statua della principessa Maketaton appena spirata

#### Morte della regina madre Tiy: indizi dal corredo funerario
Sempre al 14º anno del regno di Akhenaton risalirebbe la sepoltura della regina madre Tiy nell'ala sinistra della sala ipostila che conclude il complesso sepolcrale; scene di ossequio alla sua statua, su una parete e su una piccola porzione del suo sarcofago, ne confermano la presenza in quella parte del sepolcro. A Tebe, precisamente nella tomba KV22 della Valle dei Re, e non ad Akhetaton, furono rinvenute una cappella dorata e alcune statuette funerarie fatte realizzare da Akhenaton per la madre, alla quale sarebbe da ricollegare anche un frammento di vaso canopo, in Inghilterra dal 1823, su cui il nome di Osiride risulta coperto da quello di Aton. Tutti questi indizi portano a pensare che Tiy non sia morta alla corte del figlio, ad Akhetaton, ma che le sue viscere (i vasi canopi) e la sua salma (il sarcofago) siano state trasportate presso la necropoli reale della nuova capitale dopo la rielaborazione delle iscrizioni funebri in armonia con il culto di Aton vigente alla corte del faraone.

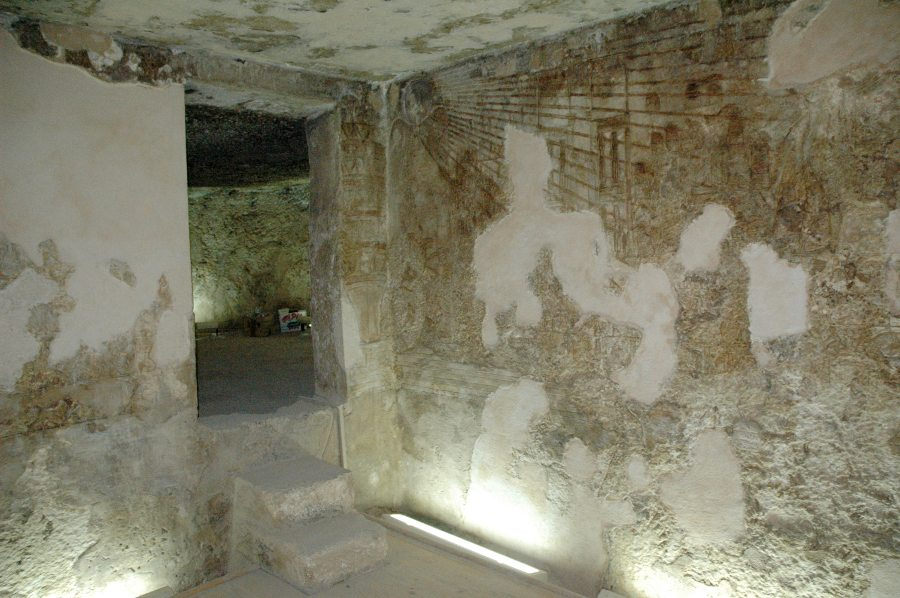
Veduta della "Camera Alfa" della Tomba reale di Akhenaton ad Akhetaton

Zahi Hawass ha imputato di tutte queste morti la peste nera, in base a segni di questa malattia scoperti nel sito di Amarna. Arielle Kozloff, nel frattempo, ha obiettato che un'epidemia di poliomielite potrebbe invece aver portato a una di peste bubbonica. Tuttavia, la sua tesi secondo cui la poliomielite non sarebbe così virulenta come altre malattie è stata rifiutata in quanto ignora l'evidenza che le malattie risultano virulente quanto più restano presenti nella popolazione umana, come è stato osservato per la sifilide e la tubercolosi.

#### Ultime tracce e morte di Nefertiti
Nel dicembre 2012 è stata annunciata la scoperta di un'iscrizione datata esplicitamente al 16º anno di regno di Akhenaton, 3º mese di Akhet, 15º giorno (e che menziona anche la regina Nefertiti, in vita) in una cava di calcare a Deir el-Bersha, a nord di Amarna. Il testo riferisce di un progetto edilizio ad Akhetaton e permette di accertare che Akhenaton e Nefertiti erano ancora la coppia reale un anno prima della morte del faraone. Alcuni sigilli di anfore recano la data del 17º anno del suo regno, che fu sicuramente l'ultimo. Con l'errata lettura di due etichette appartenenti a due giare in pezzi, si era precedentemente ipotizzato che Nefertiti fosse sopravvissuta al consorte regnando autonomamente con il nome di "Neferneferuaton Ankheperura" o, addirittura, secondo una teoria ritenuta piuttosto fantasiosa, camuffata da uomo con il nome maschile di "Smenkhara" per regnare come legittimo successore e portare avanti a tutti i costi la rivoluzione religiosa. Al Brooklyn Museum si trovano i piedi di una statuetta funeraria appartenente a Nefertiti, come un altro frammento al Louvre; il primo reperto, negli Stati Uniti d'America dal 1933, sicuramente proveniente dal corredo funerario originale della regina, indica Nefertiti con il solo titolo di grande sposa reale, indizio che questo doveva essere il suo status quando fu inumata nella necropoli reale di Akhetaton, escludendo a priori che fosse il faraone-donna succeduto ad Akhenaton. Al momento del decesso di Nefertiti, gli ambienti del suo sepolcro erano sicuramente incompiuti e non esistono sulle pareti, diversamente dalla figlia Maketaton e dalla suocera Tiy, scene di cordoglio della corte, né frammenti del suo sarcofago; inoltre, quattro membri della famiglia reale occupavano già il sepolcro ed era necessario lasciare uno spazio disponibile per il faraone. È quindi probabile che la regina sia stata temporaneamente sepolta altrove. È stata esaminata in tal senso la tomba n. 28 di Akhetaton (poco distante da quella di Akhenaton, la n. 26), con tracce della deposizione di un sarcofago in granito levigato, la quale risulta però incompiuta e mai sigillata. Nefertiti fu sicuramente sepolta nella capitale di Akhenaton, come proverebbero i frammenti del suo corredo funerario ivi scoperti, ma la posizione della sua tomba è sconosciuta.

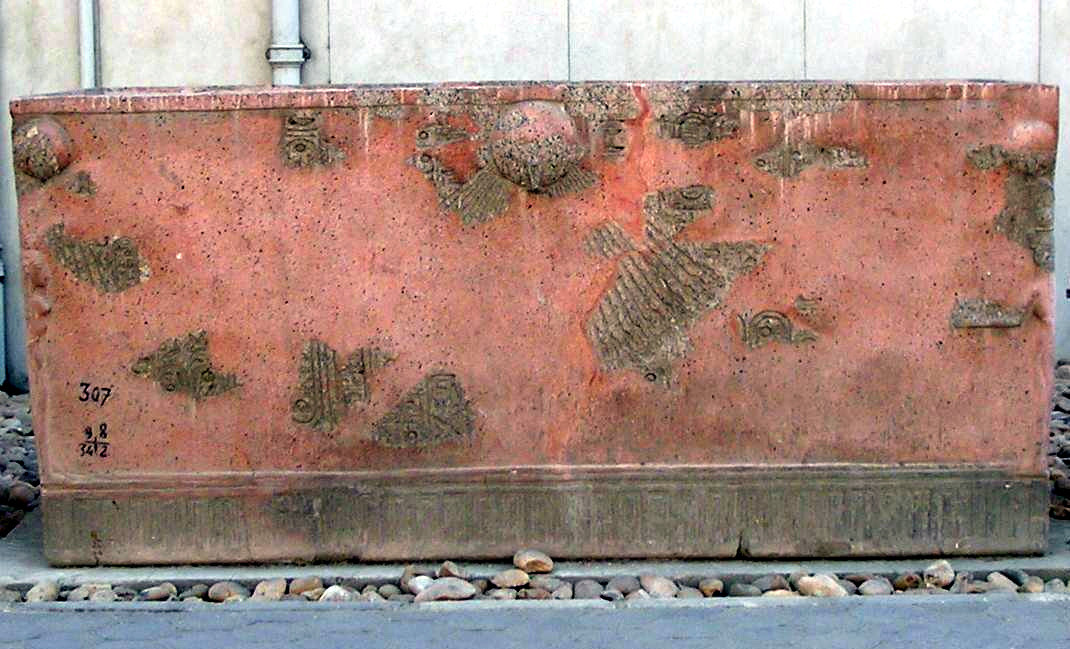
Il sarcofago di Akhenaton, ricostruito a partire da frammenti scoperti nella sua tomba originaria ad Amarna (Museo egizio, Il Cairo)

### Morte, sepoltura e successione di Akhenaton
Cronologicamente, l'ultima apparizione nota di Akhenaton e della famiglia reale amarniana è nella tomba del cortigiano Merira II, ed è datata al 2º mese del 12º anno del regno del faraone. Dopodiché, le fonti diventano oscure e lacunose almeno fino all'ascesa al trono di Tutankhamon (circa 1323 a.C.). Le circostanze della morte di Akhenaton sono totalmente sconosciute: nessun documento ne menziona o descrive il decesso, e il lasso di tempo che si estende dalla metà del suo regno fino a Tutankhamon è uno dei più enigmatici e oscuri fra quelli studiati dall'egittologia. Nondimeno, il sarcofago di granito, il cofano per i vasi canopi, le statuette funerarie ushabti e una probabile scena di lutto, assai danneggiata, riguardante il faraone costituiscono tracce sicure della iniziale sepoltura di Akhenaton all'interno della sua necropoli reale.

#### Tomba KV55 della Valle dei Re

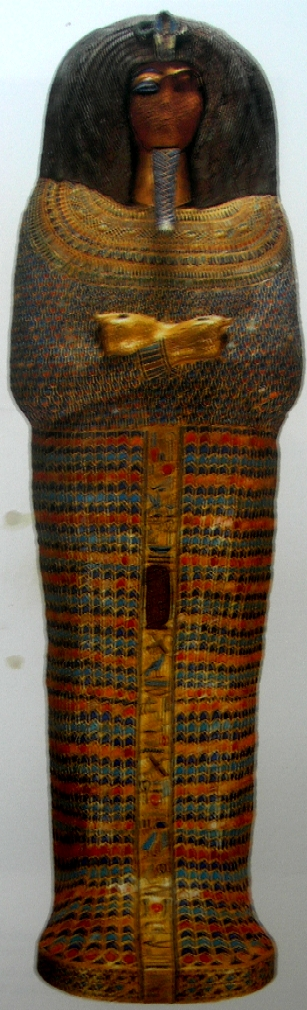
Il sarcofago della tomba KV55

La sua mummia fu traslata a Tebe dopo che la corte vi si trasferì definitivamente, durante il regno di Tutankhamon; recenti test genetici hanno stabilito che lo scheletro rinvenuto da Edward Ayrton nel 1907 nella enigmatica tomba KV55 della Valle dei Re è quello del padre di Tutankhamon e quindi, probabilmente, si tratterebbe dei resti di Akhenaton.

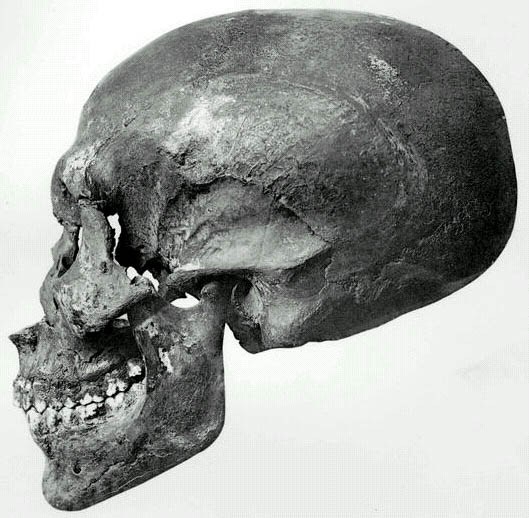
Il teschio della salma della tomba KV55, probabilmente di Akhenaton (Museo egizio, Il Cairo; fotografia di G. Elliot Smith, 1912)

La tomba conteneva numerosi oggetti appartenenti all'epoca amarniana, fra cui una maschera funeraria regale deliberatamente distrutta. Anche il sarcofago fu profanato e sfregiato, praticamente distrutto, ma dopo la scoperta è stato restaurato e si trova in esposizione permanente al Museo egizio del Cairo. Il bordo della parte inferiore reca una preghiera ad Aton che fu originariamente intesa per una donna, ma successivamente modificata per riferirsi a un uomo (con errori grammaticali che lasciano trasparire il sesso femminile del defunto originario). Lo stile di questo feretro e il linguaggio delle sue iscrizioni sono facilmente riconducibili al regno di Akhenaton. Vari studiosi hanno ritenuto che il sarcofago fosse appartenuto variamente alla regina-madre Tiy, alla principessa e regina Merytaton o addirittura alla sposa secondaria Kiya (la ricchezza del reperto, comparabile, nello stile, al secondo dei tre sarcofagi di Tutankhamon, proverebbe l'elevato status di Kiya alla corte di Akhenaton). Un altro fatto decisivo per stabilire che tale sarcofago femminile fu adattato in un secondo momento per Akhenaton sarebbe un ureo in bronzo, recante il nome di Aton nella sua forma definitiva, fissato alla fronte della mummia. Altro indizio per considerare la tomba KV55 come sepoltura definitiva di Akhenaton sarebbe la presenza di quattro mattoni magici, collocati nelle posizioni ritualmente corrette, che recano il cartiglio di Akhenaton; al riguardo, alcuni archeologi, fra cui Alan Gardiner, conclusero che chi curò la sistemazione del sepolcro della KV55, fedeli seguaci dell'atonismo, credeva sicuramente di seppellire Akhenaton.
Il giovane egittologo inglese John Pendlebury, fucilato dalle truppe naziste nel 1941, scoprì i pezzi di un vaso canopico in alabastro raffigurante Akhenaton, probabilmente destinato a contenere gli organi del sovrano stesso; a un esame, risultò che il recipiente non fu mai utilizzato dal momento che erano assenti i residui della sostanza resinosa e nerastra osservati in vasi analoghi. Commentando questo ritrovamento, così come quello dei sarcofagi reali di Amarna in frammenti, Alan Gardiner scrisse:
(Alan Gardiner)

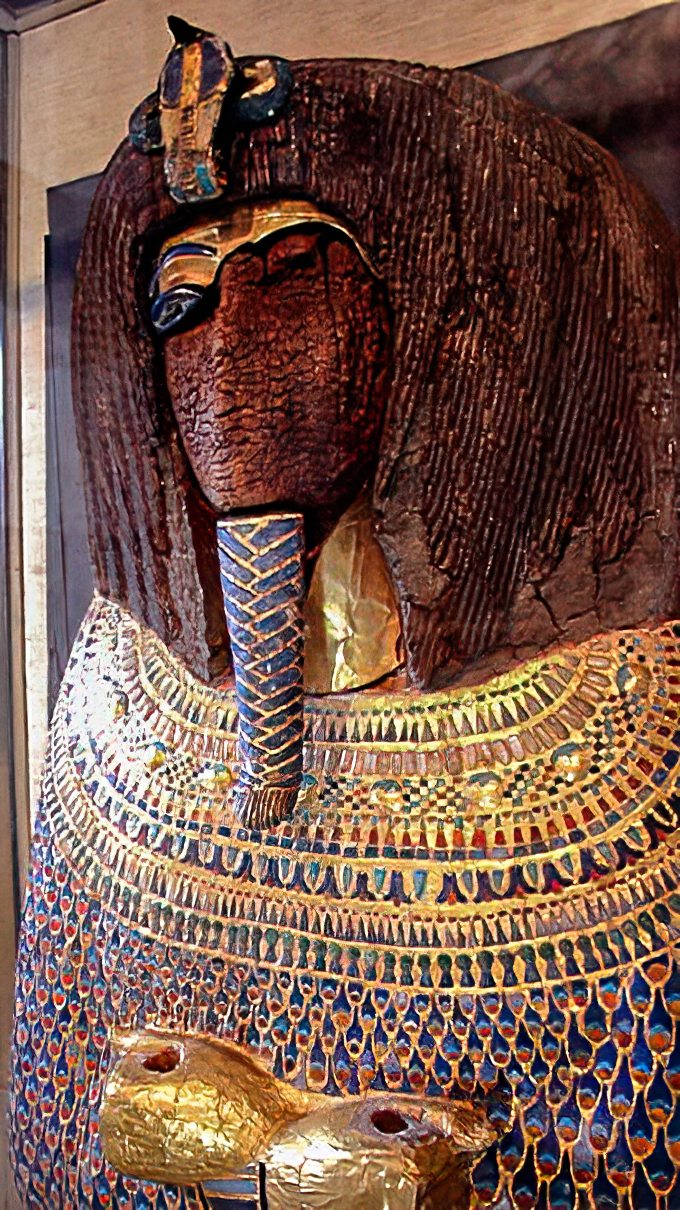
Il sarcofago regale sfregiato, rinvenuto nella tomba KV55, probabilmente appartenente ad Akhenaton (Museo egizio, Il Cairo)
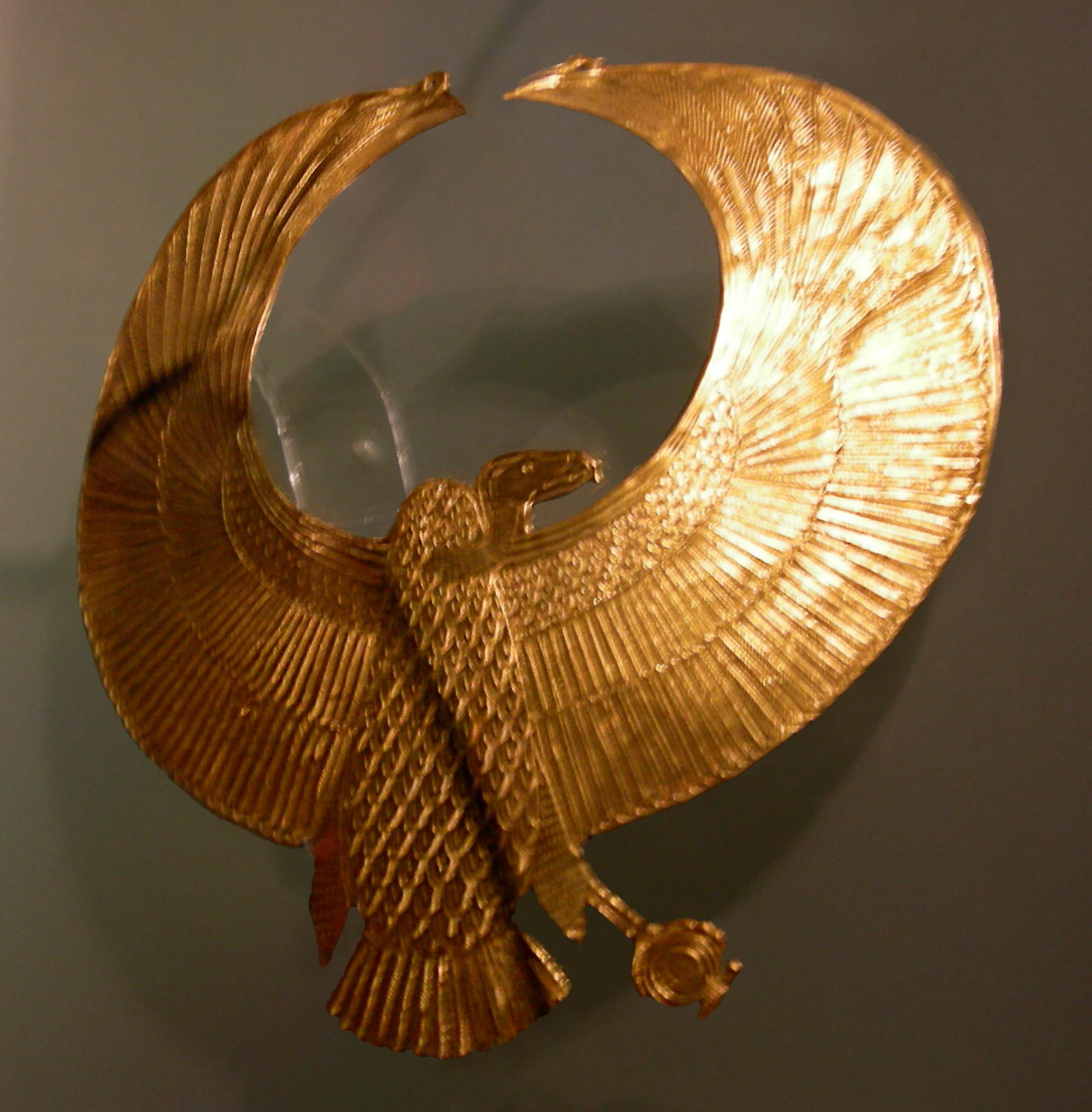
Il pettorale d'oro dalle sembianze di avvoltoio trovato sul teschio della salma della KV55 (Museo egizio, Il Cairo)
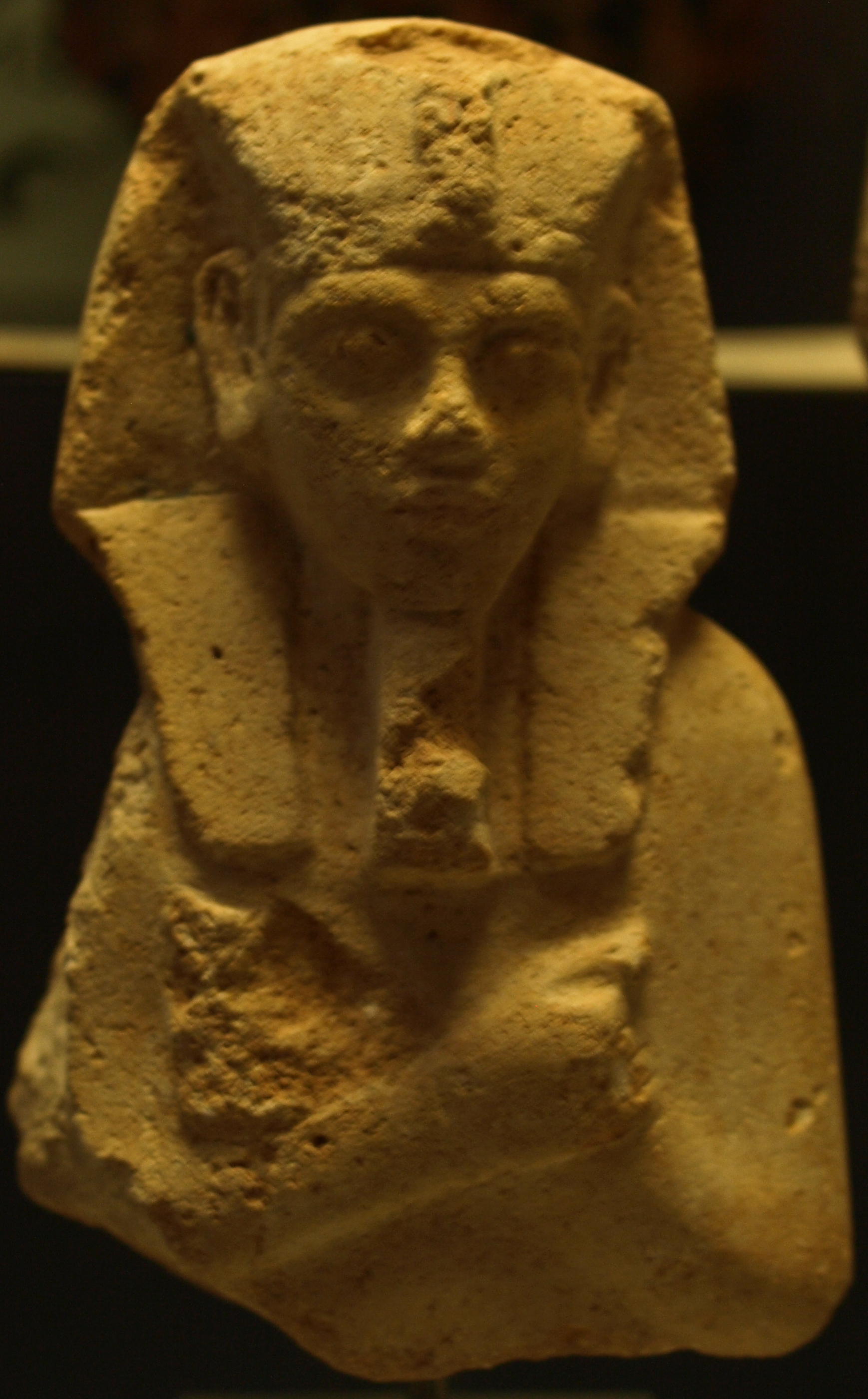
Ushabti frammentario appartenente al corredo funerario di Akhenaton (Kunsthistorisches Museum, Vienna)
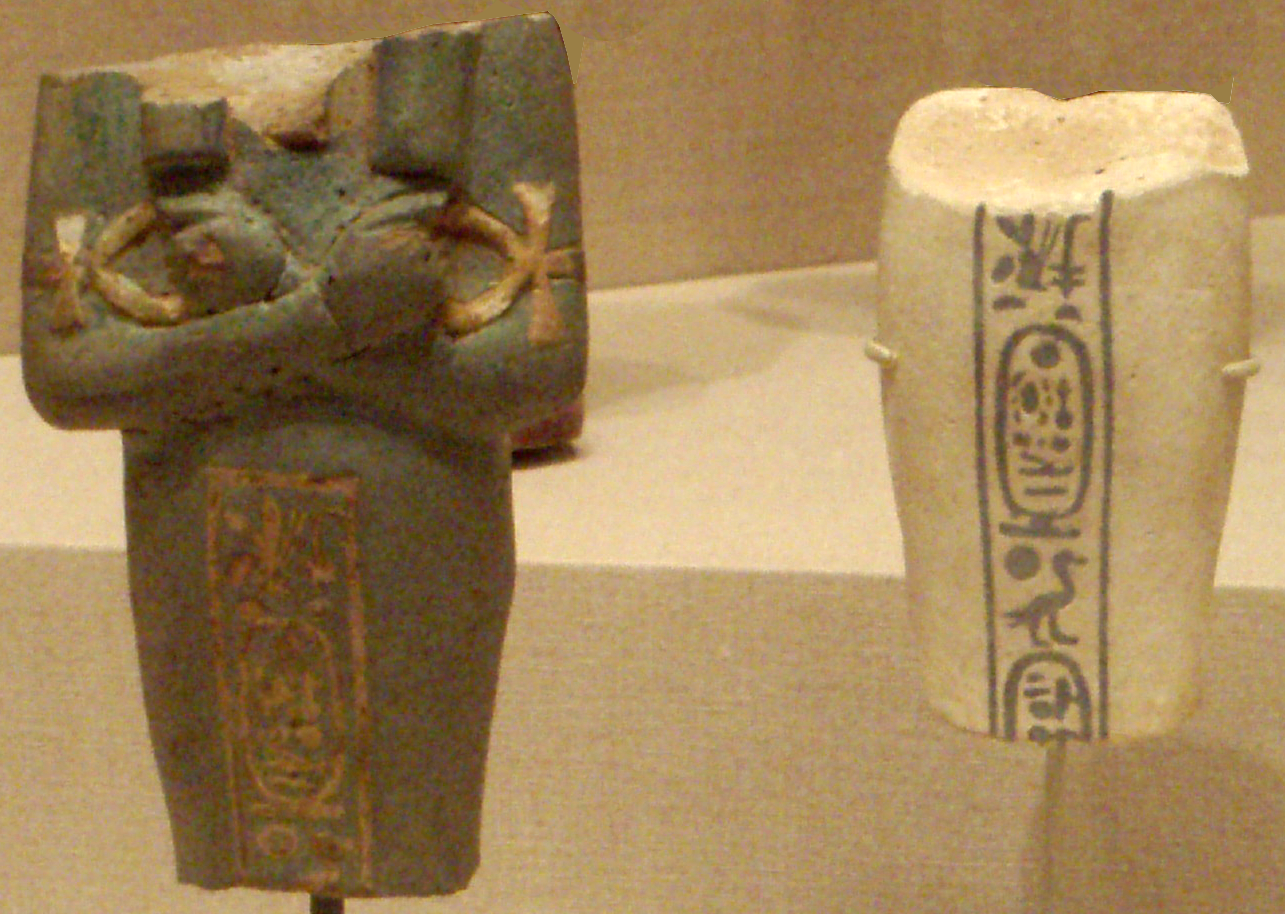
Due ushabti frammentari di Akhenaton (Brooklyn Museum, New York)
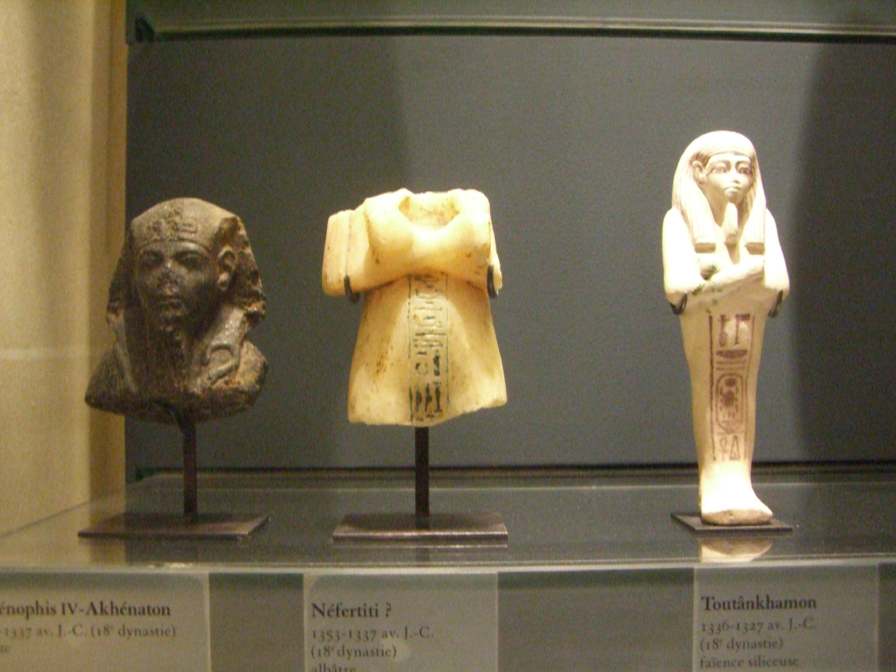
Tre ushabti frammentari di Akhenaton (Museo del Louvre, Parigi)

#### Successione
Benché sia comunemente accettato che Akhenaton sia morto nel corso del suo 17º anno di regno, non è chiaro se Smenkhara sia diventato coreggente uno o due anni prima della morte di Akhenaton o se abbia goduto, invece, di un regno indipendente, anche se breve: qualora Smenkhara sia sopravvissuto ad Akhenaton e diventato unico sovrano, il suo regno non deve aver superato la durata di un anno. Successore di quest'ultimo fu Neferneferuaton, un faraone donna che sembra aver governato l'Egitto per due anni e un mese. Costei fu succeduta, probabilmente, da Tutankhaton (poi Tutankhamon), affiancato, a causa della sua tenera età, da un consiglio di reggenza guidato dal visir Ay, cognato di Amenofi III, zio di Akhenaton e, a sua volta, futuro faraone. Tutankhamon è stato a lungo ritenuto fratello minore di Smenkhara e figlio di Akhenaton e, possibilmente, della sposa secondaria Kiya (pochi egittologi hanno inteso Tutankhamon come figlio di Smenkhara). Nel 2010, esami genetici sulle mummie degli ultimi rappresentanti della XVIII dinastia, su Tutankhamon e sull'uomo della tomba KV55 hanno accertato che quest'ultimo fu figlio di Amenofi III e Tiy e padre di Tutankhamon (oltreché fratello della cosiddetta Younger Lady, a sua volta rivelatasi la madre di Tutankhamon): è quindi estremamente probabile che si tratti dei resti di Akhenaton. È stato anche ipotizzato che, dopo la morte di Akhenaton, Nefertiti avrebbe regnato con il nome di Ankheperura Neferneferuaton; altri hanno proposto di identificare questo misterioso personaggio femminile con Merytaton. È possibile che la cosiddetta Stele della Coreggenza (UC 410), rinvenuta in una tomba ad Amarna, estremamente danneggiata, mostri la regina Nefertiti nelle vesti di coreggente, regnante contemporaneamente ad Akhenaton; ma ciò non è affatto sicuro, in quanto i cartigli furono raschiati e riciclati per contenere i nomi di Ankhesenpaaton e Neferneferuaton. Nel corso di un simposio del 2011 su Horemheb, al Metropolitan Museum of Art, la cronologia generale della tarda XVIII dinastia è stata così illustrata:

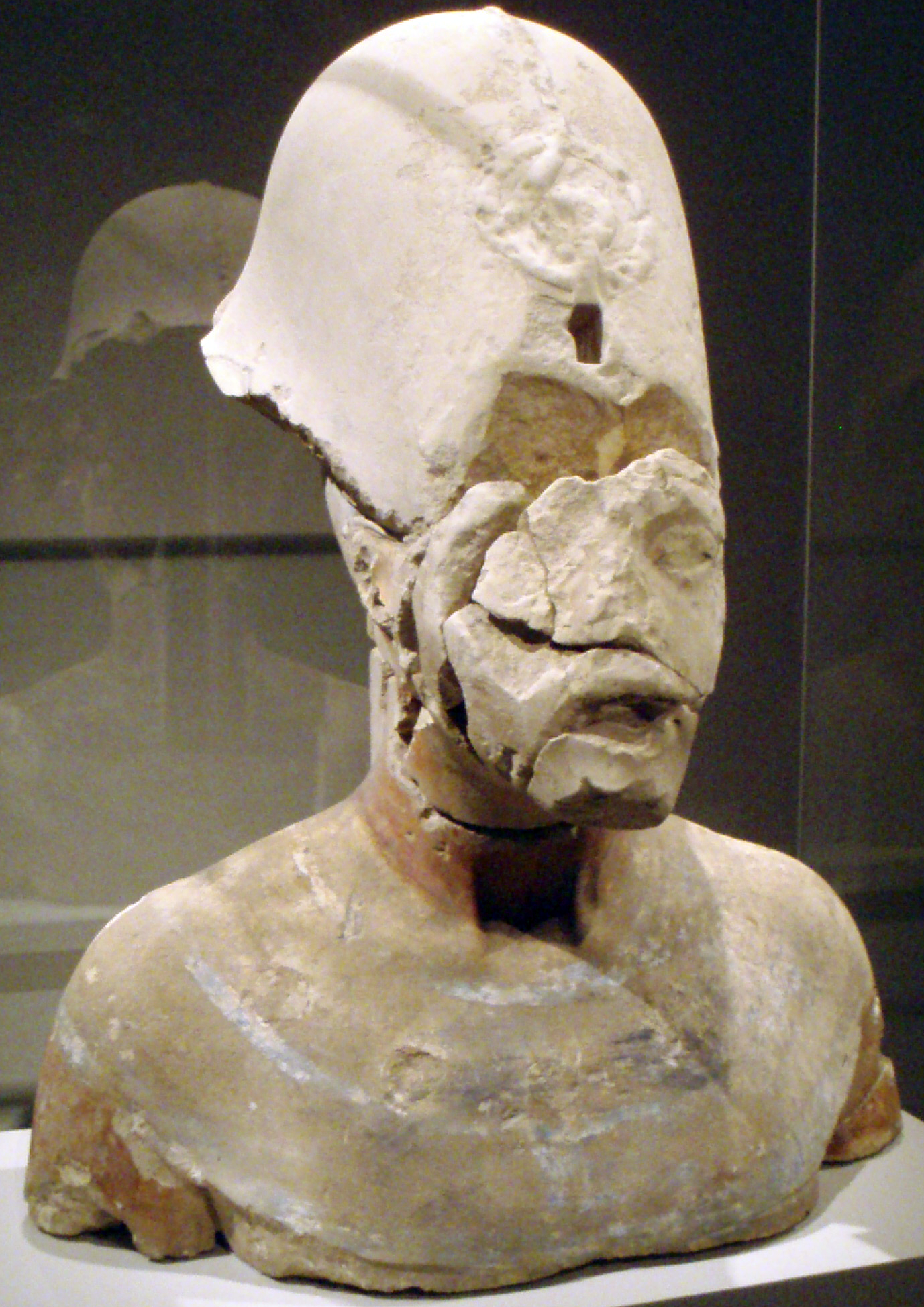
Busto di Akhenaton, volutamente distrutto in sfregio al faraone. Ägyptisches Museum und Papyrussammlung, Neues Museum, Berlino.

| Re                          | Anni di regno (appross.) |
| --------------------------- | ------------------------ |
| Akhenaton                   | 17 anni                  |
| Ankheperura Neferneferuaton | 2+ anni                  |
| Ankheperura Smenkhara       | 1-2 anni                 |
| Tutankhaton/Tutankhamon     | 10 anni                  |
| Ay                          | 3 anni                   |
| Horemheb                    | 14 anni                  |

#### Caduta dell'atonismo edamnatio memoriae
Con la morte di Akhenaton, il culto da lui fondato decadde quasi subitaneamente. Tutankhaton mutò il proprio nome in Tutankhamon ("Immagine Vivente di Amon") nel suo 2º o 3º anno di regno (circa 1330/1329 a.C.) e fece ritorno alla capitale tradizionale Tebe, abbandonando Akhetaton, la quale finì rapidamente in rovina per poi essere sfruttata come cava di materiali da costruzione durante la XIX dinastia. Già i due immediati successori di Tutankhamon, Ay e Horemheb (principale sostenitore della cancellazione di Akhenaton e della sua eresia dalla storia), iniziarono a smantellare i templi che Akhenaton aveva fatto edificare, anche quelli a Tebe, impiegandone i materiali per edificare e decorare i templi di loro commissione. A partire dal regno di Horemheb (1319 a.C.–1292 a.C.), che non aveva legami di parentela con i suoi predecessori, si attuò la completa esclusione di Akhenaton, Neferneferuaton, Smenkhara, Tutankhamon e Ay dalle liste reali e dalle cronache, attribuendosi di conseguenza tutti i loro anni di regno, oltre alle iscrizioni e alle statue, così da far apparire che la sua accessione al trono seguisse direttamente il regno di Amenofi III (considerato l'ultimo sovrano non ancora in lotta aperta con il clero di Amon), morto circa trent'anni prima, intorno al 1350 a.C. Akhenaton non figurò in alcun lista di faraoni compilata nelle epoche successive della storia egizia fino alla sua riscoperta nel XIX secolo da parte dell'archeologia.
La "Iscrizione di Mes", un documento risalente all'epoca ramesside (XIII secolo a.C.) fa riferimento ad Akhenaton appellandolo "il Nemico di Akhetaton":
(Iscrizione di Mes)

## Teorie speculative

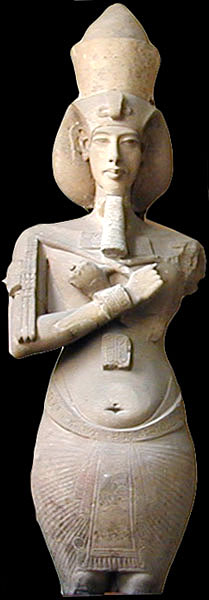
Colosso di Akhenaton proveniente dal Tempio di Aton a Karnak. Museo egizio del Cairo

Fin dalla riscoperta della sua figura nel XIX secolo, con la curiosità nata dall'eccentricità delle sempre più numerose rappresentazioni artistiche rinvenute e con la scoperta, tra il 1891 e il 1937, dell'antica Akhetaton presso l'attuale Amarna, Akhenaton, le sue idee, il suo aspetto fisico e le sue relazioni familiari hanno generato una lunghissima serie di teorie speculative, più o meno fondate o dimostrabili, lungo tutto il XX secolo. Non solo egittologi, archeologi, papirologi ed epigrafisti, ma anche psicologi, teologi, medici, storici dell'arte, sociologi e pensatori hanno formulato ipotesi su aspetti circoscritti della "anomala" vicenda di Akhenaton, come le sue possibili patologie o le implicazioni sul monoteismo successivo. Di seguito, un excursus storico delle principali teorie speculative riguardanti Akhenaton formulate in vari campi a partire dagli inizi del Novecento fino alle più recenti ricerche.

### Akhenaton e il monoteismo giudaico-cristiano-islamico
L'idea che Akhenaton potrebbe essere stato un precursore o un pioniere del monoteismo che sfociò nell'Ebraismo è stata presa in considerazione da vari studiosi. Uno dei primi a interessarsi all'argomento fu Sigmund Freud, il fondatore della psicoanalisi. Basando le proprie argomentazioni sull'assunto che il Libro dell'Esodo tratterebbe di argomenti storici realmente accaduti, nel suo saggio L'uomo Mosè e la religione monoteistica Freud ipotizzò che Mosè fosse stato un sacerdote di Aton costretto a lasciare l'Egitto con i suoi seguaci dopo la morte di Akhenaton; scrisse inoltre che il Mosè biblico fu in grado di portare a frutto i tentativi di Akhenaton di fondare una supposta religione monoteistica. A seguito della pubblicazione di questo libro, l'erroneo concetto di un Akhenaton propriamente monoteista entrò nell'immaginario comune e nelle ricerche accademiche. Freud riteneva che vi fosse una connessione fra Adonai (il Dio biblico), Aton e il nome siriano del mitologico Adone, in un'unità linguistica primordiale (in ciò, seguiva un'idea dell'egittologo Arthur Weigall). L'opinione di Jan Assmann è, invece, che non esisterebbe alcun legame tra le radici dei nomi di Adonai e Aton. Comunque, è comunemente accettata l'individuazione di forti somiglianze tra il Grande inno ad Aton, forse composto da Akhenaton in persona, e il Salmo 104 della Bibbia, benché entrambi seguano una tradizione innologica diffusa nel Vicino Oriente antico prima e dopo Akhenaton.
Donald Redford ha concluso che, mentre Akhenaton si definiva figlio del Disco Solare e agiva come mediatore fra il dio e il mondo, per centinaia di anni prima di lui i faraoni avevano reclamato la stessa funzione e il medesimo ruolo sacerdotale (ogni faraone era supremo sacerdote del Regno): la vicenda di Akhenaton si distinse per l'enfasi posta sul rapporto tra il padre celeste e il figlio regale. Akhenaton si riferì a sé stesso con termini quali "tuo figlio, uscito dai tuoi lombi", "tuo figlio", "l'eterno figlio che è venuto fuori dal Disco Solare" e "tuo unico figlio venuto fuori dal tuo corpo". La relazione tra il padre Aton e il figlio Akhenaton era talmente stretta che si riteneva che solo il faraone conoscesse "il cuore di suo padre" e che, di conseguenza, Aton ascoltasse le preghiere del re. Come supremo sacerdote, profeta, faraone e dio in terra, Akhenaton si pose in un ruolo assolutamente centrale all'interno del nuovo sistema religioso: in quanto unico in grado di conoscere Aton, lui soltanto avrebbe potuto interpretarne il volere riguardo all'umanità. L'egittologo canadese ha poi concluso:

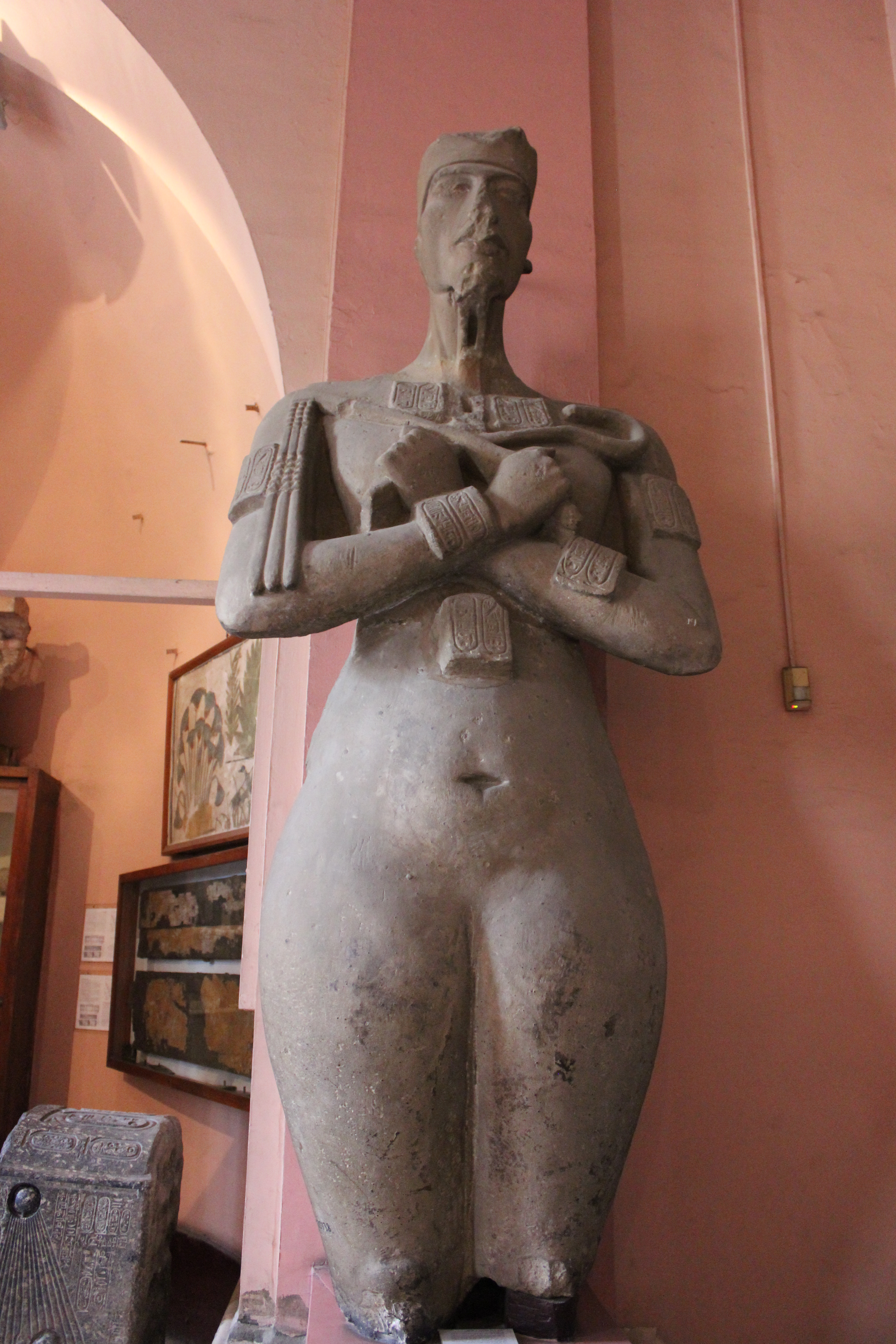
Il curioso colosso asessuato di Akhenaton. Museo egizio, Il Cairo

(Donald Redford)

### Possibili malattie

#### Ipotesi di sindrome di Froelich
I numerosi ritratti di Akhenaton con caratteristiche fisiche strane ed eccentriche quali un ventre cascante, grasse cosce su stinchi sottili e un viso assai stretto e allungato, così diverse dalle rappresentazioni tradizionali di faraoni atletici e sempre giovani, hanno portato numerosi egittologi a ipotizzare che Akhenaton soffrisse di un'anomalia genetica. Sono state proposte varie malattie. Osservando il suo collo lungo e l'aspetto effeminato, Cyril Aldred, partendo da precedenti posizioni di Grafton Elliot Smith e James Strachey, suppose che il faraone soffrisse della sindrome di Fröhlich (distrofia adiposo-genitale). In seguito, tale disordine è stato escluso in quanto implica la sterilità del soggetto affetto, mentre Akhenaton generò molti figli. Questa prole è continuamente raffigurata in statue e su stele, rilievi, incisioni, iscrizioni e pitture: almeno sei figlie da Nefertiti, oltre a Tutankhamon da una sposa secondaria.

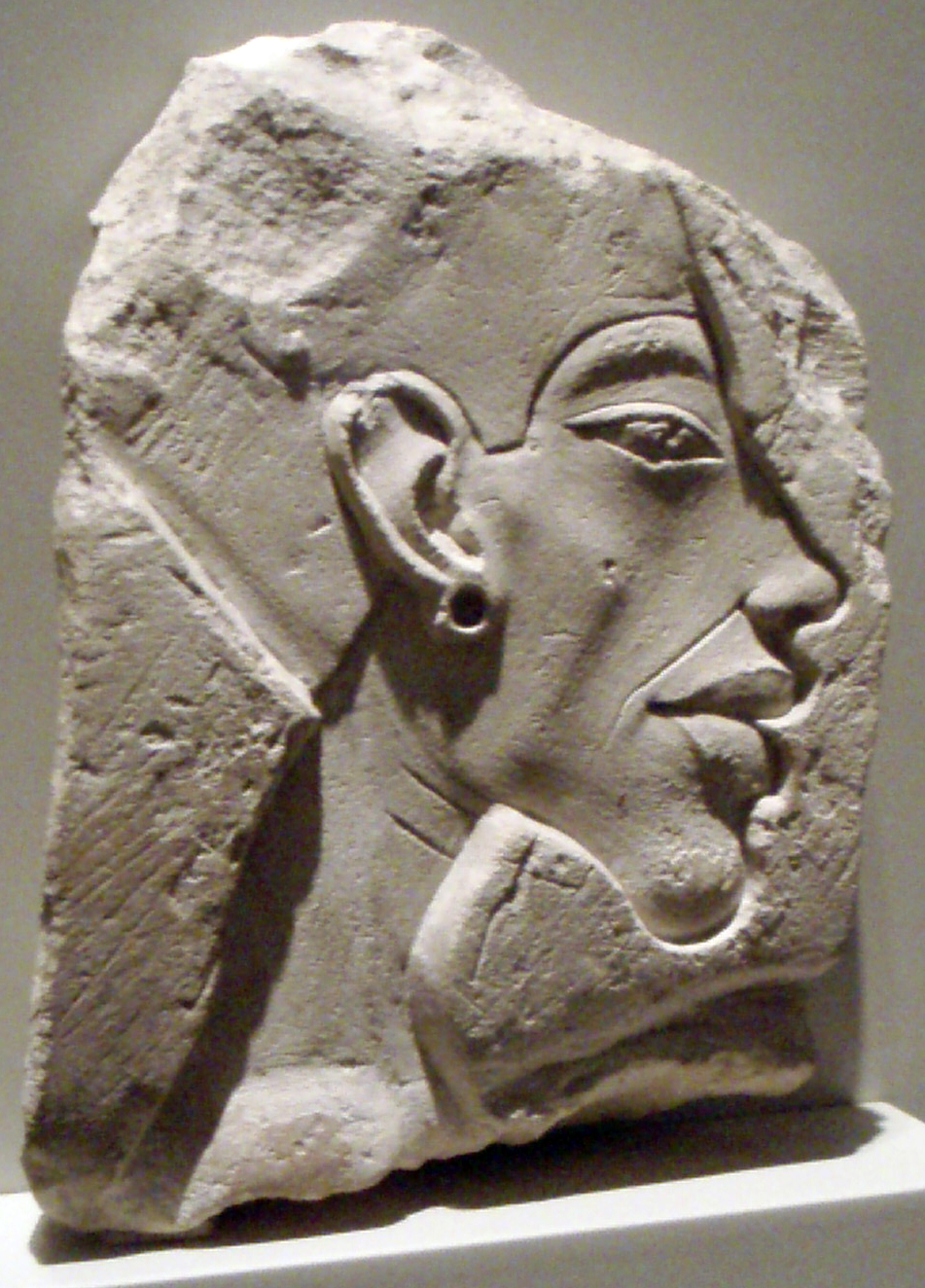
Rilievo di Akhenaton nel periodo di massima deformazione del corpo umano, nell'arte amarniana. Ägyptisches Museum und Papyrussammlung, Berlino

#### Ipotesi di sindrome di Marfan
Alwyn Burridge ipotizzò che Akhenaton potesse essere affetto dalla sindrome di Marfan. La sindrome di Marfan, a differenza della Froelich, non implica deficienze intellettive né infertilità; è associata a un petto infossato, dita molto lunghe e affusolate (aracnodattilia), eventuali difficoltà cardiache congenite, possibile palatoschisi, cornee incurvate e un cristallino dislocato, con l'esigenza di una forte luce per vedere bene. Le persone affette dalla Marfan tendono a essere più alte della media, con una faccia allungata e un cranio lungo e stretto, costole ipertrofiche, torace a imbuto o sterno sporgente, largo bacino e cosce massicce su esili stinchi. Si tratta di un carattere dominante, con il 50% di possibilità di trasmissione ai figli. Tutti questi sintomi si possono ritenere individuabili nelle antiche rappresentazioni di Akhenaton e dei suoi figli. Recenti scansioni della mummia di Tutankhamon hanno accertato la presenza di palatoschisi (senza però il frequente labbro leporino), oltre a un cranio piuttosto allungato, una curvatura innaturale della colonna vertebrale, fusione delle vertebre superiori: condizione associata alla scoliosi e, tutte queste, condizioni associate alla sindrome di Marfan. D'altro lato, esami genetici compiuti nel 2010 hanno dato esito negativo per la Marfan.
Più recentemente è stata proposta una diagnosi di omocistinuria: i sintomi sono simili a quelli della Marfan. In quanto malattia recessiva, si addice all'albero genealogico di Akhenaton: i suoi genitori, Amenofi III e la regina Tiy, erano probabilmente in salute, così come il probabile figlio Tutankhamon, che non soffrì dei succitati disordini genetici.

#### Ipotesi degli stilemi artistici

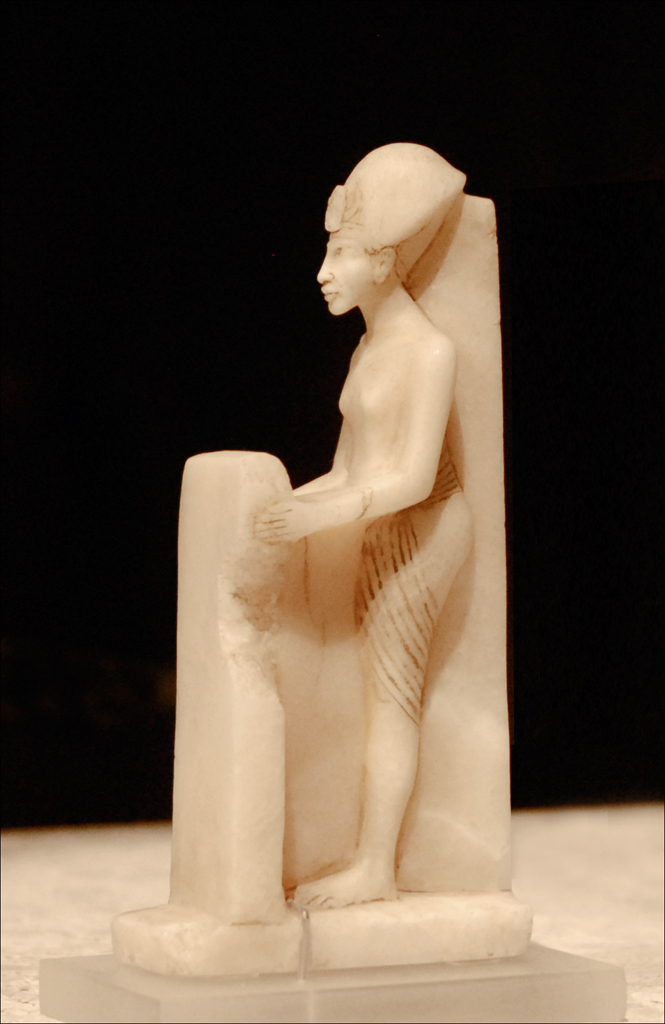
Statuetta di Akhenaton recante una stele vuota, in alabastro. Ägyptisches Museum und Papyrussammlung, Neues Museum, Berlino

L'egittologo e papirologo Dominic Montserrat, nel suo saggio Akhenaten: History, Fantasy and Ancient Egypt, ha scritto:
(Dominic Montserrat)
Montserrat e altri hanno osservato che le caratteristiche fisiche sarebbero emblematiche di determinati simbolismi religiosi. Dal momento che il dio Aton era chiamato "la madre e il padre dell'umanità intera", Akhenaton sarebbe stato raffigurato con tratti marcatamente androgini in riferimento all'androginia del dio Aton: ciò avrebbe richiesto "l'unione simbolica di tutti gli attributi del dio creatore nel corpo fisico del re medesimo" che avrebbe "rappresentato in terra le molte funzioni vivificatrici dell'Aton". Akhenaton definiva sé stesso Unico di Ra e potrebbe essersi servito dell'arte per evidenziare la propria differenza dagli altri esseri umani. Una tale distanza dalle classiche rappresentazioni idealizzate è una caratteristica straordinaria del regno di Akhenaton.

#### Ipotesi di epilessia del lobo temporale
Nel 2012, Hutan Ashrafian, chirurgo dell'Imperial College London, ha pubblicato una ricerca sulla morte prematura di Akhenaton (avvenuta intorno ai 40 anni) e sulle morti precoci di altri faraoni della XVIII dinastia (fra cui Tutankhamon e Thutmose IV, nonno paterno di Tutankhamon). Ashrafian identificò la causa, o concausa, di questi decessi nella epilessia del lobo temporale in via ereditaria, che potrebbe spiegare anche lo strano aspetto di Akhenaton e le sue convinzioni religiose visionarie (oltre alla spiccata spiritualità del nonno Thutmose IV, che sostenne di aver avuto una visione del dio della Sfinge, Harmakis). Siccome non c'è ancora modo di diagnosticare questa malattia tramite test genetici, quella del dott. Ashrafian rimane una teoria.

#### Distrofia miotonica
Giacomo Cattaino e Laura Vicario hanno ipotizzato nel 1999 la distrofia miotonica, basandosi sull'aspetto del volto e della muscolatura come emergono dall'iconografia, sull'ipotesi citata del difetto oculare, sulla morte improvvisa del faraone e la sua anamnesi famigliare, che mostrerebbe sintomi compatibili (decessi improvvisi, difficoltà di deambulazione in Tutankhamon) e il fenomeno di anticipazione genetica. Non sono stati eseguiti test genetici sulla mummia riguardo a quest'ipotesi.

#### La teoria di Velikovskij
Un'altra teoria, infondata, è quella di Immanuel Velikovskij, che ipotizzò una relazione incestuosa tra Akhenaton e sua madre Tiy. Inoltre Velikovskij diede per scontato che il faraone avesse le gambe gonfie. In base a ciò, il sociologo sovietico identificò Akhenaton con Edipo, il cui nome, in greco, significa "dai piedi gonfi", spostando la vicenda dalla Tebe egizia alla Tebe greca. Fra le proprie argomentazioni, Velikovskij, erroneamente, pose il fatto che Akhenaton avrebbe fatto cancellare il nome del proprio padre dai monumenti, azione trasfigurata nel parricidio di Edipo. La teoria di un disprezzo di Akhenaton per il proprio padre Amenofi III non sembra avere alcun fondamento: Akhenaton provvide, per lui, alla consueta mummificazione e al funerale fastoso e tradizionale prima di avviare la rivoluzione religiosa. In aggiunta, un'autopsia e un esame genetico, nel 2014, hanno provato che suo figlio Tutankhamon fu il frutto di un rapporto tra fratello e sorella, non tra madre e figlio.

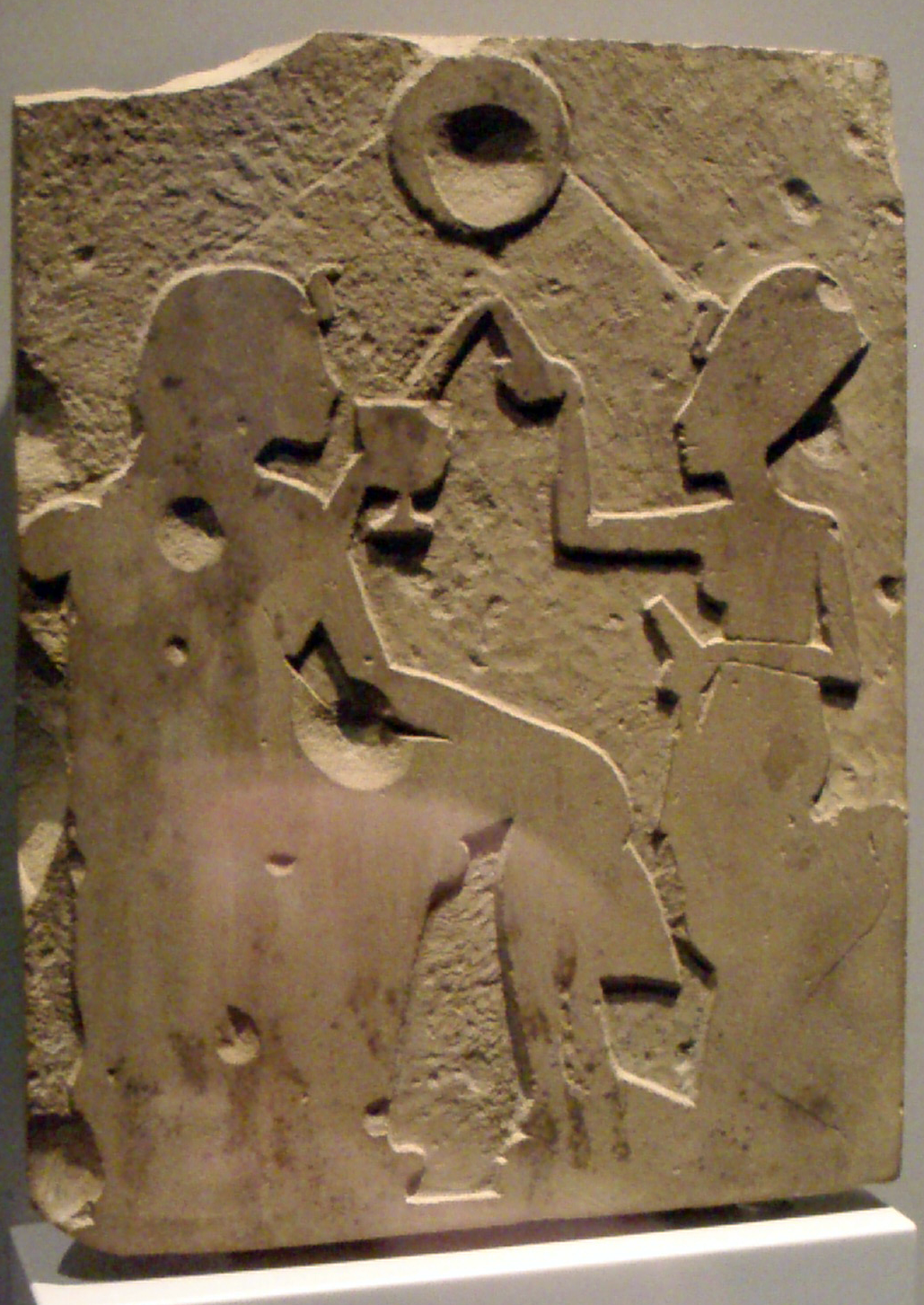
Un sovrano femminile, recante in capo la corona blu dei faraoni, mentre versa affettuosamente da bere ad Akhenaton. Ägyptisches Museum und Papyrussammlung, Altes Museum, Berlino

### Smenkhara
Varie stele danneggiate o prive di iscrizioni rappresentano Akhenaton in compagnia di quello che sembra essere un coreggente, con corona da faraone, in atteggiamenti familiari, se non intimi (talvolta nudo). Siccome è noto che Smenkhara fu un uomo, queste immagini portarono alla teoria che Akhenaton fosse omosessuale; tale eventualità è ritenuta poco probabile e così commentata dall'egittologo italiano Franco Cimmino:
(Franco Cimmino)
Questa teoria decadde quando si scoprì che il coreggente fu una donna, quasi certamente moglie di Akhenaton. Negli anni settanta, l'egittologo John Harris identificò la figura accanto ad Akhenaton con Nefertiti, argomentando che quest'ultima potrebbe essere stata nominata coreggente dal marito e forse perfino essergli succeduta per breve tempo come sovrano indipendente, dopo aver mutato il proprio nome in "Smenkhara". Nicholas Reeves e altri ritengono che Smenkhara e Neferneferuaton (Ankheperura Neferneferuaton), che regnò accanto ad Akhenaton come coreggente per uno o due anni prima della morte di quest'ultimo, sarebbero stati la medesima persona. Su vari monumenti, i due compaiono seduti uno accanto all'altro. Nel 1988, l'egittologo James Peter Allen avanzò la possibilità di distinguere Smenkhara da Neferneferuaton, puntualizzando sul fatto che il nome "Ankheperura" è individuabile in grafie differenti a seconda che fosse riferito a Smenkhara o a Neferneferuaton. Quando inscritto accanto a Neferneferuaton, il praenomen includeva un epiteto riferito ad Akhenaton, per esempio "Desiderato da Uaenra" ("Uaenra" era il praenomen di Akhenaton). Non esistono attestazioni delle versioni "lunghe" di questo nome (praenomen + epiteto) in presenza del nomen Smenkhara, così come la versione "corta" non è mai stata rinvenuta accanto al nomen "Neferneferuaton".

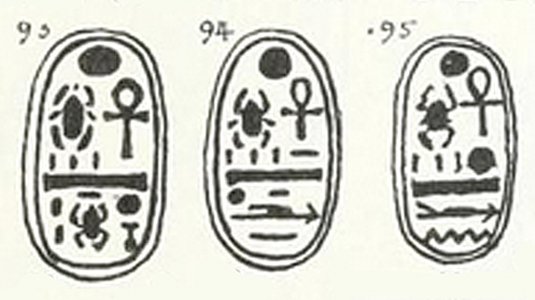
Ankheperura nella versione femminile (93, 94) e in quella maschile (95). 93: Ankheperura desiderata da Neferkheperura (Akhenaton). 94: Ankhteperura desiderata da Uaenra (Akhenaton). 95: Ankheperura desiderato da Uaenra.

Nell'immagine qui accanto, la differenza tra la versione femminile e quella normale è minima: il suono -t, sia nel nome sia nell'epiteto (o entrambi, come nel cartiglio n. 94), che può risultare di difficile lettura, specialmente su oggetti di dimensioni ridotte. Stando ad Allen, senza tenere conto degli elementi grammaticali femminili, tutti e tre questi nomi potrebbero riferirsi a un re Neferneferuaton, siccome includono epiteti che l'associano ad Akhenaton. In una pubblicazione del 1994, Allen ipotizzò che le diverse grafie del nome in questione avrebbero potuto riferirsi a due personalità differenti anziché a una sola:
(James P. Allen)
Tempo dopo, l'egittologo francese Marc Gabolde notò che diversi oggetti dalla Tomba di Tutankhamon, originalmente inscritti per Neferneferuaton e recanti l'epiteto "desiderato da Akhenaton", avevano in origine l'epiteto Akhet-hen-hyes, che significa "Utile al Suo sposo", e che rende necessariamente femminile il personaggio che ne fu insignito. La scoperta di Gabolde fu in seguito confermata da Allen. L'uso degli epiteti (così come la loro assenza) per identificare il re all'interno di un'iscrizione è diventata una pratica comune e citata dagli studiosi nelle loro opere (benché sia talvolta necessario ignorare un'iscrizione o un suo dettaglio per supportare un'ipotesi più grande). Anche se il dibattito su Smenkhara e Neferneferuaton continua, grazie a queste ultime scoperte è possibile fornire nuove interpretazioni delle evidenze archeologiche conosciute.

## Liste reali
| Nome Horo          | Flavio Giuseppe | Anni di regno (Flavio Giuseppe) | Sesto Africano | Anni di regno (Sesto Africano) | Eusebio di Cesarea | Anni di regno (Eusebio di Cesarea) | Altri nomi                        |
| ------------------ | --------------- | ------------------------------- | -------------- | ------------------------------ | ------------------ | ---------------------------------- | --------------------------------- |
| Ka -nekhet Qaisuty | Onos            | 36                              | Onos           | 32                             | Onos               | 36                                 | Amenofi IV Amenhotep IV Akhenaton |

## Titolatura
Dall'incoronazione fino al 5º anno di regno:
| G5 |

| G5 |

| E1 · D40 | N29 | A28 | S9 |

| E1 · D40 | N29 | A28 | S9 |

| E1 · D40 | N29 | A28 | S9 |

| E1 · D40 | N29 | A28 | S9 |

| E1 · D40 | N29 | A28 | S9 |

| E1 · D40 | N29 | A28 | S9 |

| E1 · D40 | N29 | A28 | S9 |

| E1 · D40 | N29 | A28 | S9 |

| G16 |

| G16 |

| wr · r | sw | t · n | i | i | m | i | t · p | Q1 | t · Z2 |

| wr · r | sw | t · n | i | i | m | i | t · p | Q1 | t · Z2 |

| G8 |

| G8 |

| U39 | Y1 | N28 · Z2ss | m | O28 | W24 · O49 | M27 |

| U39 | Y1 | N28 · Z2ss | m | O28 | W24 · O49 | M27 |

| M23 · X1 | L2 · X1 |

| M23 · X1 | L2 · X1 |

| ra | nfr | xpr | Z3 | ra · wa · n |

| ra | nfr | xpr | Z3 | ra · wa · n |

| ra | nfr | xpr | Z3 | ra · wa · n |

| ra | nfr | xpr | Z3 | ra · wa · n |

| ra | nfr | xpr | Z3 | ra · wa · n |

| ra | nfr | xpr | Z3 | ra · wa · n |

| ra | nfr | xpr | Z3 | ra · wa · n |

| ra | nfr | xpr | Z3 | ra · wa · n |

| G39 | N5 |

| G39 | N5 |

| i | mn · n | Htp | R8 | S38 | R19 |

| i | mn · n | Htp | R8 | S38 | R19 |

| i | mn · n | Htp | R8 | S38 | R19 |

| i | mn · n | Htp | R8 | S38 | R19 |

| i | mn · n | Htp | R8 | S38 | R19 |

| i | mn · n | Htp | R8 | S38 | R19 |

| i | mn · n | Htp | R8 | S38 | R19 |

| i | mn · n | Htp | R8 | S38 | R19 |

Dal 5º anno di regno fino alla morte:
| G5 |

| G5 |

| i | t · n · N5 | mr |

| i | t · n · N5 | mr |

| i | t · n · N5 | mr |

| i | t · n · N5 | mr |

| i | t · n · N5 | mr |

| i | t · n · N5 | mr |

| i | t · n · N5 | mr |

| i | t · n · N5 | mr |

| G16 |

| G16 |

| wr · r | sw | i | i | Aa15 · N27 | i | t · n · N5 |

| wr · r | sw | i | i | Aa15 · N27 | i | t · n · N5 |

| G8 |

| G8 |

| U39 | r · n | V10 · n | i | t · n · N5 |

| U39 | r · n | V10 · n | i | t · n · N5 |

| M23 · X1 | L2 · X1 |

| M23 · X1 | L2 · X1 |

| ra | nfr | xpr | Z3 | ra · wa · n |

| ra | nfr | xpr | Z3 | ra · wa · n |

| ra | nfr | xpr | Z3 | ra · wa · n |

| ra | nfr | xpr | Z3 | ra · wa · n |

| ra | nfr | xpr | Z3 | ra · wa · n |

| ra | nfr | xpr | Z3 | ra · wa · n |

| ra | nfr | xpr | Z3 | ra · wa · n |

| ra | nfr | xpr | Z3 | ra · wa · n |

| G39 | N5 |

| G39 | N5 |

| i | t · n · ra | G25 | x · n |

| i | t · n · ra | G25 | x · n |

| i | t · n · ra | G25 | x · n |

| i | t · n · ra | G25 | x · n |

| i | t · n · ra | G25 | x · n |

| i | t · n · ra | G25 | x · n |

| i | t · n · ra | G25 | x · n |

| i | t · n · ra | G25 | x · n |

## Nella cultura di massa
Akhenaton è il protagonista del dramma di Agatha Christie Akhnaton, composto nel 1937 ma pubblicato solamente nel maggio 1973 e mai messo in scena nella sua interezza (bensì in riduzioni e adattamenti come Akhnaton e Nefertiti del 1979). È inoltre il personaggio principale nel romanzo dello scrittore finlandese Mika Waltari Sinuhe l'egiziano del 1945 (e della successiva trasposizione cinematografica del 1954, dove è interpretato dall'attore Michael Wilding), nonché dei romanzi italiani La verità perduta di Bruno Tacconi, del 1972, e Unter den Linden di Enrico Giacovelli, del 2021. Lo scrittore egiziano premio Nobel Nagib Mahfuz ha scritto un breve romanzo storico dal titolo Akhenaton, il Faraone Eretico (prima edizione 1985).
Il faraone Akhenaton è anche stato il protagonista di un fumetto Marvel del 2004 dal titolo La fine dell'Universo Marvel. Nel fumetto, Akhenaton venne rapito da una potentissima razza aliena padrona del Cuore dell'Universo, un potere che permette di fare qualunque cosa. Dopo aver passato millenni ad acquisire potere e capacità, Akhenaton torna sulla Terra per far risorgere il potere dell'Egitto e creare un nuovo imponente Impero. Akhenaton verrà però fermato dai Difensori e da Thanos, che alla fine riuscirà nel suo intento di possedere il Cuore dell'Universo.
Nel 1983 il compositore Philip Glass dedicò ad Akhenaton un'opera in tre atti e un epilogo, Akhnaten, ispirata al controverso saggio di Immanuel Velikovsky Oedipus and Akhnaton (1960) e con testi in lingua originale tratti dal Libro dei Morti e da un'opera attribuita allo stesso faraone Akhenaton.